# Глосарій термінів з управління проєктами

## Тлумачний словник термінів

### А
- Авторизація робіт (Work Authorization) .Дозвіл або вказівка, зазвичай в письмовому вигляді, почати роботи з певної планової операції, пакету робіт або контрольного рахунку. Метод санкціонування робіт проєкту, що гарантує виконання робіт зазначеною організацією протягом потрібного часу та у потрібній послідовності операцій.[⇨]
- Агрегована операція (Summary Activity).Група пов'язаних планових операцій, об'єднана на певному рівні й відображена у вигляді однієї операції цього рівня. Див. також Підпроєкт і Підмережа.[⇨]
- Адміністрування контрактів (Contract Administration[en]).Процес керування контрактом і взаєминами між покупцем і продавцем, вивчення й документування діяльності продавця, щоб визначити необхідні коригувальні дії й забезпечити ґрунт для подальших стосунків із продавцем, керуючи змінами, пов'язаними з контрактом, і, якщо буде потреба, контрактними взаєминами із зовнішнім покупцем проєкту.[⇨]
- Активи організаційного процесу (Organizational Process Assets).Будь-які активи, що стосуються процесу, у всіх організаціях, що беруть участь у проєкті, які впливають або можуть впливати на успіх проєкту. Ці активи включають формальні й неформальні плани, стратегії, процедури й керівництва. Також вони включають бази знань організацій, такі як бази накопичених знань і історичної інформації.[⇨]
- Аналіз відхилень (Variance Analysis).Метод розкладання загального відхилення сукупності змінних змісту, вартості й розкладів на відхилення окремих елементів, які пов'язані з певними факторами, що впливають ці змінні.[⇨]
- Аналіз дерева рішень (Decision Tree Analysis).Дерево рішень — це граф, що описує процес ухвалення рішення шляхом розгляду альтернатив і наслідків вибору тієї чи іншої наявної альтернативи. Використовується у випадках, коли майбутні сценарії або результат операцій неясні. На дереві відображаються ймовірності й значення затрат і вигід кожного логічного ланцюга подій і майбутніх рішень і використовується аналіз очікуваної грошової вартості для допомоги у визначенні відносної вартості альтернативних операцій.[⇨]
- Аналіз мережі розкладу (Schedule Network Analysis).Метод визначення ранніх і пізніх початків та ранніх і пізніх завершень для невиконаних планових операцій проєкту.[⇨]
- Аналіз очікуваної грошової вартості (Expected Monetary Value (EMV) Analysis).Статистичний метод, за допомогою якого обчислюється середній результат, коли в майбутньому є сценарії, які можуть реалізуватися, а можуть і не відбутися. Зазвичай цей метод використовується в межах аналізу дерева рішень. Для аналізу ризиків вартості й розкладів рекомендується застосовувати симуляційне моделювання, тому що воно є потужнішим і зменшує ймовірність неправильного застосування в порівнянні з аналізом очікуваної грошової вартості.[⇨]
- Аналіз першопричини (Root Cause Analysis).Аналітичний метод, орієнтований на виявлення основної причини відхилення, дефекту або ризику. Одна первісна причина може мати декілька наслідків.[⇨]
- Аналіз припущень (Assumptions Analysis) .Метод, що аналізує точність припущень і ідентифікує ризики проєкту, викликані неточністю, суперечливістю або неповнотою припущень.[⇨]
- Аналіз резервів (Reserve Analysis).Методи аналізу, що служать для визначення істотних характеристик і взаємозв'язків елементів у плані керування проєктом з метою встановлення резерву для тривалості розкладу, бюджету, оціночної вартості або коштів проєкту.[⇨]
- Аналіз сильних і слабких сторін, можливостей і загроз (Strengths, Weaknesses, Opportunities, and Threats Analysis or SWOT Analysis).Метод збирання інформації, що вивчає проєкт із погляду кожного сильного та слабкого боку проєкту, його сприятливих можливостей і загроз, щоб збільшити охоплення ризиків, розглянутих у межах керування ризиками.[⇨]
- Аналіз тенденцій (Trend Analysis).Аналітичний метод, що використовує математичні моделі для прогнозування результатів у майбутньому на підставі історичних даних. За допомогою цього методу визначається відхилення від базового плану за затратами, термінами або змістом з використанням даних попередніх періодів звітності, й прогнозування значення відхилення певного параметра в певний момент часу у майбутньому, за умови що до процесу виконання проєкту не будуть вноситися зміни.[⇨]
- Аналіз характеру й наслідків відмов (Failure Mode and Effect Analysis, FMEA).Аналітична процедура, у якій кожний потенційний характер відмови в кожному елементі продукту аналізується з метою визначення його впливу на надійність цього елемента як разом з іншими можливими характерами відмов, так і окремо, вплив на надійність продукту або системи загалом й на функціональність елемента, або вивчення всіх можливостей виникнення несправності продукту. Також оцінюються заходи, заплановані для зменшення можливості появи несправності й зведення до мінімуму її наслідків.[⇨]
- Аналіз чутливості (Sensitivity Analysis).Метод кількісного аналізу ризиків і моделювання, що використовується для визначення ризиків з найбільшим можливим впливом на проєкт. У процесі аналізу встановлюється, як невизначеність кожного елемента проєкту впливає на мету проєкту, якщо інші невизначені елементи мають базові значення.[⇨]

### Б
- База даних ризиків (Risk Database).Сховище для збирання, опрацювання й аналізу даних, отриманих і використаних у процесах керування ризиками.[⇨]
- База накопичених знань (Lessons Learned Knowledge Base).Сховище історичної інформації й накопичених знань про результати ухвалених у минулому рішень щодо обрання проєктів та їх виконання.[⇨]
- Базове завершення (Baseline Finish Date).Термін завершення планової операції в схваленому базовому плані розкладу.[⇨]
- Базовий план (Baseline).Затверджений план із зазначеними фазами в часі (проєкту, елементів ієрархічної структури робіт, пакета робіт або планової операції); Зазвичай позначає поточний базовий план. Часто вживається з уточненням (наприклад «базовий план за вартістю», «базовий план розкладу», «базовий план виконання», «базовий план технічної частини»).[⇨]
- Базовий план виконання (Performance Measurement Baseline).Схвалений план робіт проєкту, з яким порівнюється стан поточного виконання проєкту й стосовно якого визначаються відхилення для цілей керування. Базовий план виконання зазвичай включає параметри змісту, розкладу й вартості проєкту, але також може включати технічні параметри й параметри якості.[⇨]
- Базовий початок (Baseline Start Date).Термін початку планової операції в схваленому базовому плані розкладу.[⇨]
- Безпосереднє виконання й керування виконанням проєкту (Direct and Manage Project Execution).Процес виконання робіт, зазначених у плані керування проєктом для досягнення вимог проєкту, зазначених в описанні змісту проєкту.[⇨]
- Бюджет (Budget).  Затверджена оцінка проєкту, будь-якого елемента ієрархічної структури робіт або будь-якої планової операції.[⇨]
- Бюджет по завершенні (Budget at Completion, ВАС).Сума всіх складових бюджету, встановлених для робіт, що виконуються у межах проєкту, елемента ієрархічної структури робіт або планової операції. Загальний плановий об'єм проєкту.[⇨]

### В
- Вартісне оцінювання (Cost Estimating).Процес розроблення приблизного оцінювання вартості ресурсів, що вимагаються для завершення операцій проєкту.[⇨]
- Вартість (Cost).Грошове представлення, або ціна операцій проєкту чи елементів, що включає ціну (у грошовому виразі) ресурсів, необхідних для виконання й завершення операції або елемента чи для виготовлення елемента. Конкретна вартість може бути складена з вартостей елементів, включаючи прямі затрати праці, інші прямі затрати, непрямі затрати праці, інші непрямі затрати й ціну закупівлі. Див. також Фактична вартість.[⇨]
- Вартість якості (Cost of Quality, COQ).Визначення затрат, пов'язаних із забезпеченням якості. Затрати на профілактику й затрати на оцінювання (затрати на відповідність) включають вартість планування якості, контролю якості й забезпечення якості для відповідності вимогам (тобто навчання, системи контролю якості тощо). Затрати внаслідок відмови (затрати на невідповідність) включають вартість доопрацювання невідповідних продуктів, елементів або процесів, вартість гарантійних робіт і безповоротних втрат, а також зменшення репутації.[⇨]
- Верифікація (Verification).Метод оцінювання елемента або продукту наприкінці фази або проєкту з метою впевнитися, що він відповідає зазначеним вимогам.[⇨]
- Верифікація змісту (Scope Verification). Процес формалізації приймання завершених результатів постачання проєкту.[⇨]
- Визначення взаємозв'язків операцій (Activity Sequencing).Процес визначення й документування залежностей між плановими операціями.[⇨]
- Визначення змісту (Scope Definition).Процес розроблення докладного описання змісту проєкту, що стане основою для ухвалення рішень у майбутньому.[⇨]
- Визначення складу операцій (Activity Definition).Процес визначення конкретних планових операцій, які необхідно виконати для одержання різноманітних результатів постачання проєкту.[⇨]
- Виконання (Execucution). Керівництво, керування, виконання й здійснення робіт проєкту, досягнення результатів постачання й подання інформації про виконання роботи.[⇨]
- Виконуюча організація (Performing Organization). Підприємство, персонал якого безпосередньо бере участь у роботі над проєктом.[⇨]
- Вимога (Requirement). Певні умови або характеристики, яким повинні відповідати або які повинні мати система, продукт, послуга, результат або елемент відповідно до контракту. Вимоги включають надані в кількісній формі й документовані запити, побажання й очікування спонсора, замовника й інших учасників проєкту.[⇨]
- Виправлення дефекту (Defect Repair). Формалізована ідентифікація дефектів в елементі проєкту з поданням рекомендації або виправити дефект, або повністю замінити елемент.[⇨]
- Вирівнювання ресурсів (Resource Leveling). Будь-яка форма аналізу мережі розкладу, при якій терміни (дати початку й завершення) визначаються з урахуванням обмежень на ресурси (наприклад, обмежена доступність ресурсів)  .[⇨]
- Вихід процесу (Output). Продукт, результат або послуга, що з'явилися в результаті процесу, може бути входом для наступного процесу.[⇨]
- Випередження (Lead). Доповнення до логічного взаємозв'язку, що визначає випередження термінів можливого виконання наступної операції. Наприклад, при логічному взаємозв'язку «завершення-початок із випередженням в 10 днів» наступна операція може початися за 10 днів до закінчення попередньої операції. Див. також Затримка .[⇨]
- Відношення передування (Precedence Relationship).Термін, що використовується для позначення логічних взаємозв'язків між роботами мережі. Терміни «відношення передування», «логічний взаємозв'язок» і «залежність» є еквівалентними.[⇨]
- Відсоток виконання (Percent Complete, PC or РСТ). Оцінка (у відсотках) частки виконаних робіт операції або елемента ієрархічної структури робіт.[⇨]
- Відхилення (Variance).Відхилення, що піддається вимірюванню, від базового або очікуваного значення.[⇨]
- Відхилення за вартістю (Cost Variance, CV).Показник вартісного виконання проєкту. Різниця між освоєним об'ємом і фактичною вартістю. Позитивне значення відповідає сприятливим умовам, а негативне значення — несприятливим.[⇨]
- Відхилення за термінами (Schedule Variance, SV).Показник виконання розкладу проєкту. Різниця між освоєним об'ємом і плановим об'ємом. Див. також Керування освоєним об'ємом .[⇨]
- Вільний резерв часу (Free Float, FF).Проміжок часу, на який можна затримати виконання планової операції без затримки раннього початку безпосередньо наступних планових операцій. Див. також Повний резерв часу .[⇨]
- Віртуальна команда (Virtual Team). Група осіб зі спільними цілями, що виконують свої ролі, які в процесі співробітництва практично не спілкуються безпосередньо. Цей метод у різних формах часто використовується для забезпечення комунікацій між учасниками команди. Віртуальні команди можуть бути складені з людей, розділених більшими віддалями.[⇨]
- Вторинний ризик (Secondary Risk). Ризик, що виникає в результаті застосування реагування на ризики.[⇨]
- Вхід процесу (Input). Довільний елемент, зовнішній чи внутрішній для проєкту, який є необхідним для того, щоб розпочати процес, що може бути виходом попереднього процесу.[⇨]

### Г
- Гістограма ресурсів (Resource Histogram). Стовпчикова горизонтальна діаграма, що відображає інтенсивність споживання ресурсу в часі. Доступність ресурсу може бути зображена у вигляді лінії для можливості порівняння.[⇨]
- Група процесів керування проєктом (Project Management Process Group). Логічне об'єднання процесів керування проєктом, описане в PMBOK. Групами процесів керування проєктами є процеси ініціації, планування, виконання, моніторингу й завершення.[⇨]

### Д
- Дата завершення (Finish Date).Момент часу, пов'язаний із завершенням планової операції. Зазвичай вживається із прикметником — фактична, планова, очікувана, розрахункова, рання, пізня, базова, директивна або поточна.[⇨]
- Дата початку (Start Date). Дата початку планової операції, зазвичай вживається з уточненням: фактична, планова, очікувана, розрахункова, рання, пізня, базова, директивна або поточна.[⇨]
- Декомпозиція (Decomposition). Метод планування, що ґрунтується на розбитті змісту проєкту й результатів постачання проєкту на дрібніші й легко керовані елементи доти, поки роботи проєкту, пов'язані з виконанням змісту проєкту й забезпеченням результатів постачання, не стануть визначеними досить докладно для їх виконання, відстежування й моніторингу.[⇨]
- Дефект (Defect). Недосконалість або недогляд в елементі проєкту, внаслідок чого цей елемент не відповідає вимогам або характеристикам і повинен бути або виправлений, або замінений.[⇨]
- Джерело впливу (Influencer).Особи або групи, які безпосередньо не пов'язані з одержанням або використанням продукту проєкту, але які, внаслідок їх становища в організації замовника, можуть позитивно або негативно вплинути на перебіг виконання проєкту.[⇨]
- Директивна дата виконання (Target Finish Date, TF). Дата, що обмежує можливі терміни завершення планової операції.[⇨]
- Директивний розклад (Target Schedule). Розклад, перероблений в порівняльних цілях під час аналізу мережі розкладу, що може відрізнятися від базового розкладу.[⇨]
- Дискретна трудомісткість (Discrete Effort). Трудомісткість, що безпосередньо порівняльна з певними елементами ієрархічної структури робіт і результатами постачання і яка може бути безпосередньо спланована й виміряна. [⇨]
- Дисципліна (Discipline). Область діяльності, що вимагає особливих знань і має певне зведення правил, що обумовлюють виконання робіт.[⇨]
- Діаграма впливу (Influence Diagram[en]). Графічне подання ситуацій, що відображає взаємні впливи, зв'язки подій в часі і інші відношення між змінними й результатами проєкту.[⇨]
- Діаграма залежностей (Flowcharting Chart). Відображення у вигляді діаграми входів, дій у процесі й виходів одного або декількох процесів у системі.[⇨]
- Діаграма Парето (Pareto Chart). Гістограма залежності частоти настання результатів від їхніх причин.[⇨]
- Довідник команди проєкту (Project Team Directory). Документований перелік учасників команди проєкту, паролів у проєкті й інформації про комунікації.[⇨]
- Документація з постачань (Procurement Documents). Документи, що використовуються в торгах і пропозиціях, включають запрошення до пропозицій, запрошення до переговорів, запит інформації, запит розцінок, запит пропозиції покупця й відповіді продавця.[⇨]
- Доопрацювання (Rework). Дія, почата для приведення дефектних або неприйнятних елементів у відповідність із вимогами або характеристиками.[⇨]
- Дуга (Arrow). Графічне подання планової операції за допомогою методу «операції-дуги» або логічних взаємозв'язків між плановими операціями за допомогою методу «операції-вершини».[⇨]
- Думка замовника (Voice of the Customer). Метод планування, що використовується для надання продуктів, послуг і результатів, які повністю відображають вимоги замовника, за допомогою перетворення цих вимог у відповідні технічні вимоги для кожної фази розроблення продукту проєкту.[⇨]

### Е
- Експертні оцінки (Expert Judgment). Твердження, що надаються на підставі компетенції в області застосування, області знань, дисципліні, промисловості й т. ін., що відповідають операції, яка виконується. Експертизу можуть здійснювати як групи, так і окремі особи, що володіють спеціалізованою освітою, знанням, навичками, досвідом або навчанням.[⇨]
- Елемент ієрархічної структури робіт (Work Breakdown Structure Component). Компонент в ієрархічній структурі робіт, що може перебувати на будь-якому рівні.[⇨]

### Ж
- Журнал (Log). Документ, що використовується для запису й описання або позначення деяких елементів під час виконання процесу або операції. Зазвичай використовується з уточненням, наприклад: «журнал проблем», «журнал контролю якості».[⇨]

### З
- Завдання (Task). Термін для позначення роботи, значення й розташування якої в структурованому плані робіт проєкту може розрізнятися залежно від області застосування, галузі й виробника програмного забезпечення з керування проєктами.[⇨]
- Завершальні процеси (Closing processes). Процеси, що виконуються для формального завершення всіх операцій проєкту або фази й передачі отриманого продукту іншим або для завершення зупиненого проєкту.[⇨]
- Завершення-Завершення (Finish-to-Finish, FF). Логічний взаємозв'язок, при якому завершення робіт наступної операції неможливо до моменту завершення попередньої операції. Див. також Логічний взаємозв'язок .[⇨]
- Завершення-Початок (Finish-to-Start, FS). Логічний взаємозв'язок, при якому початок робіт наступної операції залежить від завершення робіт попередньої операції. Див. також Логічний взаємозв'язок .[⇨]
- Загроза (Threat). Умова або ситуація, несприятливі для проєкту, несприятливий збіг обставин, негативний перебіг подій, ризик, що буде мати негативний вплив на мету проєкту або можливість негативних змін.[⇨]
- Задокументована процедура (Documented Procedure). Письмове формалізоване описання реалізації операції, процесу, методу або методології.[⇨]
- Закриття контракту (Contract Closure). Процес закриття й оплати контракту, включаючи врегулювання всіх відкритих питань і завершення кожного складового контракту.[⇨]
- Закриття проєкту (Close Project). Процес завершення всіх операцій всіх груп процесів проєкту з метою формального завершення проєкту або фази.[⇨]
- Залишковий ризик (Residual Risk). Ризик, що залишився після застосування реагування на ризики.[⇨]
- Залишкова тривалість (Remaining Duration, RD). Час у календарних одиницях між звітною датою розкладу проєкту й датою завершення планової операції, у якої є фактичний початок. Вона позначає час, необхідний для завершення планової операції у випадку, коли роботи вже почалися.[⇨]
- Замовник (Customer). Особа або організація, які будуть використовувати продукт, послугу або результат проєкту.[⇨]
- Запит (подання) на зміну (Change Request). Запити на збільшення або зменшення обсягу змісту проєкту, зміну стратегій, процесів, планів або процедур, зміну цін або бюджетів або перегляд розкладу. Запити на зміну можуть бути прямими або непрямими, зовнішніми або внутрішніми, а також обумовленими або не обумовленими законами чи контрактом. Опрацьовуються лише задокументовані запити на зміни, а виконуються лише схвалені запити на зміну.[⇨]
- Запит (подання) на отримання інформації (Request for Information). Тип документа з постачань, за допомогою якого покупець просить потенційного продавця надати йому ту або іншу інформацію про продукт, послугу або можливості продавця.[⇨]
- Запит (подання) на отримання інформації в продавців (Request Seller Responses). Процес збирання інформації, розцінок, цін, пропозицій належним чином.[⇨]
- Запит (подання) на пропозиції (Request for Proposal, RFP). Тип документа з постачань, що використовується для запиту пропозицій продуктів або послуг у визначених продавців. В окремих областях застосування цей термін може мати вужче або спеціалізоване значення.[⇨]
- Запит (подання) на розцінки. (Request for Quotation, RFQ). Тип документа з постачань, що використовується для запиту в передбачених продавців цін, що пропонуються на звичайні або стандартні продукти чи послуги. Іноді використовується замість запиту пропозиції.[⇨]
- Запрошення до пропозицій (Invitation for Bid, IFB). У загальному випадку значення цього терміна ідентично запиту пропозиції. В окремих областях застосування цей термін може мати вужче або спецецифічне значення.[⇨]
- Затримка (Lag). Доповнення до логічного взаємозв'язку, що визначає затримання виконання наступної операції. Наприклад, при логічному взаємозв'язку Завершення-Початок із затримкою в 10 днів наступна операція може початися не раніше, ніж через 10 днів після закінчення попередньої операції.  [⇨]
- Звіт про відхилення (Exception Report). Документ, що включає лише істотні відхилення від плану.[⇨]
- Звіти про виконання (Performance Reports). Документи й презентації, що забезпечують систематизоване й узагальнене подання інформації про виконання робіт, розрахунки й параметри керування освоєним об'ємом і аналізи прогресу й стану робіт проєкту. Зазвичай звіти про виконання надаються у формі стовпчикових горизонтальних діаграм, S-Кривих, гістограм, таблиць і мережевої діаграми розкладу проєкту, на якій показаний поточний стан розкладу.[⇨]
- Звітна дата (Data Date, DD). Дата, до моменту настання якої або безпосередньо по якій у системі звітності проєкту сформовані звіти про фактичний стан і виконання.  [⇨]
- Звітність з виконання (Performance Reporting). Процес збирання й поширення інформації про виконання. Сюди включаються звіти про поточний стан, оцінка прогресу й прогнози.[⇨]
- Зворотний хід (Backward Pass). Визначення пізнього закінчення й пізнього початку незавершених частин всіх планових операцій. Визначається в результаті розрахунку проєкту від дати завершення проєкту до початку на підставі логіки мережі (відношень передування) розкладу.[⇨]
- Зібрання знань («тіло знань») з керування проєктами (Project Management Body of Knowledge, PMBOK®). Збірний термін, що охоплює суму професійних знань з керування проєктами. Як і в інших професійних областях, таких як юриспруденція, медицина, бухгалтерський облік, зібрання знань спирається на практиків і теоретиків, які використовують і поглиблюють ці знання. Повне зібрання знань з керування проєктами включає практики, які зарекомендували себе або традиційні практики, що широко використовуються, а також інноваційні практики, що недавно з'явилися. Зібрання знань включає як опубліковані, так і неопубліковані матеріали й постійно розростається.[⇨]
- Злиття шляхів (Path Convergence). Об'єднання паралельних шляхів у мережі розкладів в одній вершині на мережевій діаграмі розкладу проєкту. Злиття шляхів характеризується плановою операцією, у якої є декілька попередніх операцій.[⇨]
- Зміна змісту (Scope Change). Будь-які зміни змісту проєкту. Зміна змісту зазвичай спричиняє перегляд термінів і вартості проєкту.[⇨]
- Зміст (Scope). Сукупність продуктів, послуг і результатів, що є предметом проєкту. Див. також Зміст проєкту  й Зміст продукту .[⇨]
- Зміст продукту (Product Scope). Властивості й функції, які характеризують продукт, послугу чи результат. [⇨]
- Зміст проєкту (Project Scope). Роботи, які необхідно виконати, щоб одержати продукт, послугу або результат із зазначеними характеристиками й функціями. [⇨]
- Зміст робіт контракту (Contract Statement of Work, SOW). Описання продуктів, послуг або результатів, що постачаються за контрактом.[⇨]
- Зміст роботи (Statement of Work, SOW). Описання продуктів, що постачаються, послуг або результатів.[⇨]
- Зсув змісту (Scope Creep). Включення нових характеристик і функцій до змісту проєкту без вивчення впливу цього включення на терміни, вартість і ресурси або без схвалення замовника.[⇨]

### І
- Ідентифікатор операції (Activity Identifier). Унікальне позначення з букв та цифр, що присвоюється кожній плановій операції, щоб відрізняти її від інших операцій. Він унікальний для кожної мережевої діаграми розкладу проєкту.[⇨]
- Ідентифікація ризиків (Risk Identification). Процес визначення того, які ризики здатні вплинути на проєкт і документування характеристик цих ризиків.[⇨]
- Ієрархічна структура ресурсів (Resource Breakdown Structure, RBS). Ієрархічна структура ресурсів, розбита за категоріями і типом ресурсів використовується при вирівнюванні ресурсів у розкладі, а також для розроблення розкладів з обмеженими ресурсами, також можна використовувати для визначення й аналізу призначення виконавців у проєкті.[⇨]
- Ієрархічна структура ризиків (Risk Breakdown Structure, RBS). Ієрархічно організоване подання відомих ризиків проєкту, розподілених за категоріями і підкатегоріям ризику, що вказує різноманітні області й причини можливих ризиків. Ієрархічна структура ризиків часто підлаштовується під конкретні типи проєктів. [⇨]
- Ієрархічна структура робіт (ІСР) (Work Breakdown Structure, WBS). Орієнтована на результат постачання ієрархічна декомпозиція робіт, що виконується командою проєкту з метою досягнення цілей проєкту й необхідних результатів постачання. З її допомогою структурується й визначається весь зміст проєкту. Кожний наступний рівень ієрархії відображає детальніше визначення елементів проєкту.[⇨]
- Ієрархічна структура робіт з контракту (Contract Work Breakdown Structure, CWBS). Частина ієрархічної структури робіт проєкту, що розробляється й підтримується продавцем за контрактом для забезпечення підпроєкту або елемента проєкту.[⇨]
- Індекс виконання вартості (ІВВ) (Cost Performance Index, CPI). Показник ефективності проєкту за вартістю, частка від ділення освоєного об'єму на фактичну вартість. Значення, більш або рівне 1, означає сприятливі умови, а значення, менше 1, означає несприятливі умови.[⇨]
- Індекс виконання термінів (ІВТ) (Schedule Performance Index, SPI). Показник виконання розкладу проєкту, частка від ділення освоєного об'єму на плановий об'єм. Значення, більш або рівне 1, означає сприятливі умови, а значення, менше 1, означає несприятливі умови.[⇨]
- Ініціатор (Initiator). Особа або організація, у якої є як можливість, так і повноваження для початку проєкту.[⇨]
- Ініціація проєкту (Project Initiation). Запуск процесу, що може завершитися авторизацією й визначенням змісту нового проєкту.[⇨]
- Інспекція (Inspection). Обстеження й вивчення з метою перевірити, чи відповідає операція, елемент, продукт, результат або послуга зазначеним вимогам.[⇨]
- Інструмент (Tool). Щось відчутне, наприклад шаблон або комп'ютерна програма, що використовується при виконанні операції з метою одержання продукту або результату.[⇨]
- Інформаційна система керування проєктами (Project Management Information System, PMIS). Інформаційна система, що складається з інструментів і методів, що використовуються для збирання, інтеграції й поширення результатів процесів керування проєктами. Вона використовується для підтримання всіх аспектів проєкту від ініціації до завершення.[⇨]
- Інформація про виконання робіт (Work Performance Information). Інформація й дані про стан планових операцій проєкту, які виконуються, що збирається в межах керівництва й процесів керування виконанням проєкту. Інформація про виконання містить у собі: стан результатів постачання; стан запитів на зміни, корегуючі та попереджуючі дії, виправлення дефектів; прогнози завершення; підтверджений відсоток фізичного виконання робіт; отримане значення технічного вимірювання виконання; дати початку й завершення планових операцій.[⇨]
- Історична інформація (Historical Information). Документи й дані з попередніх проєктів, включаючи архіви проєктів, записи, кореспонденцію, закриті контракти й проєкти.[⇨]

### К
- Календар проєкту (Project Calendar). Календар робочих днів або змін, що встановлює дати, у які виконуються планові операції, і неробочі дні, тобто дати, у які планові операції не виконуються. Зазвичай в календарі вказуються свята, вихідні й зміни. Див. також Календар ресурсів.[⇨]
- Календар ресурсів (Resource Calendar). Календар робочих і неробочих днів, що визначає, у які дати кожен ресурс може або не може бути використаний. Зазвичай містить певні робочі й неробочі періоди кожного ресурсу. [⇨]
- Календарна одиниця (Calendar Unit). Найменший відтинок часу, що використовується при розрахунку розкладу проєкту. Зазвичай календарна одиниця — це година, день або тиждень, але також може бути квартал, місяць, зміна й навіть хвилина.[⇨]
- Категорія ризику (Risk Category). Група потенційних причин ризику. Причини ризику можуть бути згруповані в такі категорії як технічні, зовнішні, ризики навколишнього середовища й керування проєктами. Категорії можуть включати підкатегорії, наприклад технічна втома, погода або агресивна оцінка.  [⇨]
- Керування змінами (Change Control). Ідентифікація, фіксація, схвалення або відхилення й керування внесенням змін у базові плани проєкту.[⇨]
- Керування командою проєкту (Manage Project Team). Процес відстежування діяльності учасників команди, забезпечення зворотного зв'язку, розв'язання проблем і координація змін з метою поліпшення виконання проєкту.[⇨]
- Керування освоєним об'ємом (Earned Value Management, EVM). Методологія керування інтеграцією змісту, розкладу й ресурсів, а також об'єктивним вимірюванням виконання проєкту й прогресу. Виконання проєкту вимірюється шляхом визначення планової вартості виконаних робіт (тобто освоєного об'єму) і його наступного порівняння з фактичною вартістю виконаних робіт (тобто фактичною вартістю). Прогрес вимірюється шляхом порівняння освоєного об'єму із плановим об'ємом.   [⇨]
- Керування портфелем (Portfolio Management). Централізоване керування одним або декількома портфелями, включаючи ідентифікацію, визначення пріоритетів, авторизацію й керування проєктами, програмами й іншими роботами, що стосуються портфеля, для досягнення певних стратегічних цілей.[⇨]
- Керування програмою (Program Management). Централізоване скоординоване керування програмою, що має за завдання досягнення переваг і стратегічних цілей програми.[⇨]
- Керування розкладом (Schedule Control). Процес керування змінами в розкладі проєкту.[⇨]
- Керування учасниками проєкту (Manage Stakeholders). Процес керування комунікаціями з метою задоволення вимог і рішення проблем учасників проєкту.[⇨]
- Кількісний аналіз ризиків (Quantitative Risk Analysis). Процес числового аналізу впливу певних ризиків на мету проєкту загалом.[⇨]
- Код операції (Activity Code). Позначення, що включає літери та цифри і допомагає визначити деякі характеристики робіт або ідентифікувати планову операцію, за допомогою якого можна фільтрувати й упорядковувати операції у звітах.[⇨]
- Код рахунків (Code of Accounts). Певна числова система кодування, що використовується для ідентифікації елементів ієрархічної структури робіт.[⇨]
- Команда керування проєктом (Project Management Team). Учасники команди проєкту, що беруть безпосередню участь в керуванні його операціями. У невеликих проєктах команда керування проєктом може включати практично всіх учасників команди проєкту.[⇨]
- Команда проєкту (Project Team). Всі учасники команди проєкту, включаючи команду керування проєктом, менеджера проєкту й, у деяких випадках, спонсора проєкту.[⇨]
- Компенсація (Compensation). Дещо, віддане або отримане як оплата або винагорода, зазвичай в грошовій формі або у вигляді продуктів, послуг або результатів.[⇨]
- Комунікування (Communication). Процес, за допомогою якого серед людей відбувається обмін інформацією з використанням спільної системи символів, знаків або поводження.[⇨]
- Контракт (Contract). Контракт — це взаємна угода, що зобов'язує продавця поставити певний продукт, послугу або результат, а покупця — оплатити його.[⇨]
- Контракт із відшкодуванням затрат (Cost-Reimbursable Contract). Тип контракту, що припускає оплату (відшкодування) покупцем продавцеві його фактичних затрат, а також винагорода, що зазвичай становить прибуток продавця. Затрати зазвичай підрозділяють на прямі й непрямі. До прямих затрат належать видатки, безпосередньо пов'язані з реалізацією проєкту, такі як зарплата учасників команди проєкту. До непрямих затрат, які також називають накладними, загальногосподарськими або адміністративними видатками, зараховують затрати виконуючої організації на ведення бізнесу, розраховані на проєкт, такі як зарплата співробітників, що побічно беруть участь у проєкті, а також оплата спожитої офісом електроенергії. Непрямі затрати зазвичай розраховуються у відсотках від прямих затрат. У контракти з відшкодуванням затрат часто включають пункти із заохоченнями або бонусами за досягнення або поліпшення окремих параметрів проєкту, таких як терміни виконання або спільна вартість.[⇨]
- Контракт із відшкодуванням затрат плюс винагорода (Cost-Plus-Fee, CPF). Вид контракту з відшкодуванням затрат, при якому покупець відшкодовує продавцеві обумовлені затрати на виконання робіт з контракту, а продавець також одержує винагороду у вигляді обумовленого відсотку з затрат. Винагорода змінюється залежно від фактичної вартості. [⇨]
- Контракт із відшкодуванням затрат плюс винагорода за результати (Cost-Plus-Incentive-Fee (CPIF) Contract). В цьому виді контракту з відшкодуванням затрат покупець відшкодовує постачальникові обумовлені затрати (визначаються умовами договору). Постачальник одержує додатковий дохід при виконанні встановлених критеріїв виконання роботи.[⇨]
- Контракт із відшкодуванням затрат плюс відсоток від затрат (Cost-Plus-Percentage of Cost, CPPC). Див. Контракт із відшкодуванням затрат плюс винагорода.[⇨]
- Контракт із відшкодуванням затрат плюс фіксована винагорода (Cost-Plus-Fixed-Fee (CPFF) Contract).  У цьому виді контракту з відшкодуванням затрат покупець відшкодовує постачальникові обумовлені затрати (визначаються умовами договору) і сплачує фіксовану винагороду.[⇨]
- Контракт із твердою фіксованою ціною (Firm-Fixed-Price Contract, FFP Contract). Вид контракту з фіксованою ціною, коли покупець платить продавцеві фіксовану суму (відповідно до умов контракту), поза залежністю від затрат продавця.[⇨]
- Контракт із фіксованою вартістю й винагородою за результати. (Price-Incentive-Fee (FPIF) Contract). Вид контракту, коли покупець платить продавцеві фіксовану суму (відповідно до умов контракту) і виплачує додаткову суму при виконанні продавцем застережених критеріїв.[⇨]
- Контракт із фіксованою ціною (Fixed-Price or Lump-Sum Contract). Вид контракту, що припускає загальну фіксовану вартість чітко описаного продукту. Контракти з фіксованою ціною можуть припускати заохочення за досягнення або поліпшення окремих параметрів проєкту, таких як терміни виконання. Найпростішою формою контракту з фіксованою вартістю є замовлення на купівлю.[⇨]
- Контракт «Час і матеріали» (Time and Material (T&M) Contract). Тип мішаного контракту, що містить елементи контракту з відшкодуванням затрат і контракту з фіксованою ціною. Контракти «Час і матеріали» нагадують контракти з відшкодуванням затрат тим, що вони відкриті, тобто їхні об'єми не визначені в момент укладання. Таким чином, спільна вартість таких контрактів може збільшуватися аналогічно контрактам з відшкодуванням затрат. Цей тип контрактів також нагадує договори з фіксованою ціною. Наприклад, покупець і продавець установлюють одиничні розцінки, якщо, наприклад, обидві сторони домовилися про ставки оплати для певної посадової категорії.[⇨]
- Контрольна діаграма (Control Chart). Графічне подання результатів процесу в часі й у порівнянні із установленими контрольними межами, що має осьову лінію, яка допомагає визначити тренд значень за графіком у напрямку кожної з контрольних меж.[⇨]
- Контрольна подія (Milestone). Важливий момент або подія проєкту. Див. також Контрольна подія розкладу .[⇨]
- Контрольна подія розкладу (Schedule Milestone). Значна чи суттєва подія в розкладі проєкту, така як подія, що обмежує роботи в майбутньому або відзначає досягнення основного результату постачання. Подія розкладу має нульову тривалість. Див. також Контрольна подія.  [⇨]
- Контрольний рахунок (Control Account, CA). Елемент керування, у якому поєднуються зміст проєкту, його бюджет, фактична вартість та розклад і за яким буде оцінюватися виконання проєкту. Контрольні рахунки розміщаються в обраних елементах керування (певні елементи на обраних рівнях) ієрархічної структури робіт. Кожен контрольний рахунок може включати один або декілька пакетів робіт, але кожний пакет робіт може бути пов'язаний не більш ніж з одним контрольним рахунком. Кожен контрольний рахунок пов'язаний з одним певним організаційним елементом в організаційній структурі. Див. також Пакет робіт .[⇨]
- Контрольний список (Checklist). Елементи, зведені в список для зручності порівняння або для забезпечення виконання пов'язаних з ними дій. Прикладом може служити перелік елементів для інспекції, що складається під час планування якості й використовується у процесі контролю якості.[⇨]
- Контрольні межі (Control Limits). Область, утворена трьома стандартними відхиленнями з кожного боку осьової лінії або середнього значення з нормальним розподілом даних, побудованих на контрольній діаграмі, що відображає очікувані відхилення. [⇨]
- Корегуюча дія (Corrective Action). Документоване керування виконанням робіт проєкту з метою привести очікуване майбутнє виконання робіт проєкту у відповідність із планом керування проєктом.[⇨]
- Кошти (Funds).  Безпосередньо доступні кошти або інші фінансові ресурси.[⇨]
- Кошти на непередбачені обставини (Contingency Allowance). Див. Резерв.[⇨]
- Критерії (Criteria). Стандарти, правила або тести, на яких може ґрунтуватися рішення або твердження, за допомогою яких можна оцінити продукт, послугу, результат або процес.[⇨]
- Критерії приймання (Acceptance Criteria). Критерії, у тому числі вимоги до виконання й істотні умови, які повинні бути виконані до приймання результатів постачання проєкту.[⇨]
- Критична операція (Critical Activity). Будь-яка планова операція на критичному шляху в розкладі проєкту. Зазвичай визначається методом критичного шляху.[⇨]
- Критичний шлях (Critical Path). Зазвичай, але не завжди, послідовність планових операцій, що визначає загальну тривалість проєкту. Є найтривалішим шляхом у проєкті. Див. також Метод критичного шляху .[⇨]

### Л
- Логіка мережі (Network Logic). Сукупність логічних взаємозв'язків планових операцій, що утворюють мережеву діаграму розкладу проєкту.[⇨]
- Логічний взаємозв'язок (Logical Relationship). Залежність між двома плановими операціями проєкту або між плановою операцією проєкту й контрольною подією розкладу. Існують чотири види логічних взаємозв'язків: завершення-початок, завершення- завершення, початок-початок та початок-завершення.     [⇨]

### М
- Матеріали (Materiel). Сукупність всіх предметів, що використовуються організацією в будь-якому проєкті, таких як устаткування, прилади, інструменти, механізми, різноманітні пристрої, матеріали й видаткові матеріали.[⇨]
- Матриця відповідальності (Responsibility Assignment Matrix, RAM). Структура, що ставить у відповідність організаційну структуру організації ієрархічній структурі робіт проєкту і сприяє призначенню осіб, відповідальних за кожен елемент змісту проєкту.[⇨]
- Матриця ймовірності й наслідків (Probability and Impact Matrix). Підхід для визнання ризику високим, середнім або низьким шляхом зіставлення двох його параметрів: імовірності і впливу на мету проєкту у випадку його реалізації.[⇨]
- Матрична організація (Matrix Organization). Будь-яка організаційна структура, у якій менеджер проєкту поділяє відповідальність з визначення пріоритетів і керування роботою осіб, призначених для виконання проєкту з функціональними керівниками.[⇨]
- Менеджер проєкту (Project Manager, PM). Особа, призначена виконуючою організацією для досягнення цілей проєкту.[⇨]
- Мережа (Network). Див. Мережева діаграма розкладу проєкту. [⇨]
- Мережева діаграма, прив'язана до шкали часу (Time-Scaled Schedule Network Diagram). Довільна мережева діаграма розкладу проєкту, у якій положення й значення планових операцій відображають їх тривалість. Зазвичай представляється у вигляді горизонтальної діаграми (діаграма Ганта) з дотриманням логіки мережі розкладу.[⇨]
- Мережева діаграма розкладу проєкту (Project Schedule Network Diagram). Довільне систематичне відображення логічних взаємозв'язків між плановими операціями проєкту. Завжди відображається зліва-направо для представлення хронології робіт проєкту.  [⇨]
- Метод Дельфі (Delphi Technique). Метод опрацювання інформації, що використовується для досягнення консенсусу експертів з певного питання. Експерти беруть участь на умовах анонімності, організатор за допомогою запитальника презентує ідеї, що стосуються важливих моментів проєкту з цього питання. Відповіді опрацьовуються і в узагальненому вигляді повертаються експертам для подальшої роботи. Консенсус (чи поляризація) досягається за декілька ітерацій. Метод Дельфі усуває надлишковий вплив окремих осіб на результат обговорення.[⇨]
- Метод критичного ланцюга (Critical Chain Method). Метод аналізу мережі розкладу, що модифікує розклад проєкту з урахуванням обмеженості ресурсів.[⇨]
- Метод критичного шляху (Critical Path Method, CPM). Метод аналізу мережі розкладу, що використовується для визначення часових параметрів робіт мережі проєкту за умови їх детермінованої тривалості.  [⇨]
- Метод Монте-Карло, метод імітаційного моделювання (Monte Carlo Analysis). Метод, що імітує багаторазове виконання проєкту на основі заданих законів розподілу та значень їх параметрів для тривалості та вартості окремих робіт проєкту. В результаті отримуються закони розподілу вартості та тривалості для проєкту загалом, що дозволяє висувати та перевіряти різноманітні статистичні гіпотези.[⇨]
- Метод «операції-вершини» (метод передування) (Precedence Diagramming Method, PDM). Метод складання мережевих діаграм, при якому планові операції є вершинами графу (мережі). Планові операції графічно пов'язані одним або декількома логічними взаємозв'язками (дугами), які відображають послідовність виконання операцій.[⇨]
- Метод «операції-дуги» (Arrow Diagramming Method, ADM). Метод побудови мережевої діаграми розкладу, коли планові операції відображаються дугами мережі. Початок стрілки відповідає початку планової операції, а кінець — завершенню (довжина стрілки не відображає очікувану тривалість планової операції). Операції з'єднуються в вершинах мережі (вузлах) для відображення відношення передування (слідування).[⇨]
- Метод оптимізації вигід (Value Engineering, VE). Творчий підхід до оптимізації вартості на етапах циклу життя проєкту, скорочення витрат часу, збільшення прибутку, поліпшення якості, розширення ринку збуту, розв'язання проблем та/або підвищення ефективності використання ресурсів.[⇨]
- Метод освоєного об'єму (Earned Value Technique, EVT). Метод для вимірювання ступеня виконання робіт для елемента ієрархічної структури робіт, контрольного рахунку або проєкту.  [⇨]
- Модель розкладу (Schedule Model). Модель, що створена для аналізу мережі розкладу з метою створення розкладу проєкту.[⇨]
- Мозковий штурм (Brainstorming). Загальний метод ґенерації інформації, ідей і пропозицій, що використовується для ідентифікації ризиків, ідей або розв'язання проблем групою учасників команди або експертів. Зазвичай під час сесії мозкового штурму ідеї учасників фіксуються для наступного аналізу.[⇨]
- Моніторинг (Monitoring). Збирання даних та постійне відслідковування стану виконання проєкту з урахуванням плану, вимірювання показників виконання проєкту, також подання й поширення інформації про виконання проєкту.[⇨]
- Моніторинг і керування ризиками (Risk Monitoring and Control). Процес відслідковування відомих ризиків, моніторингу залишкових ризиків, виявлення нових ризиків, виконання планів реагування на ризики й оцінювання їх ефективності протягом циклу життя проєкту.[⇨]
- Моніторинг і керування роботами проєкту (Monitor and Control Project Work). Процес моніторингу й керування процесами, необхідними для ініціації, планування, виконання й завершення проєкту та досягнення цілей, зазначених у плані керування проєктом і описанні змісту проєкту.[⇨]

### Н
- Набір команди проєкту (Acquire Project Team). Процес набору персоналу, необхідного для виконання проєкту.[⇨]
- Набуті (накопичені) знання (Lessons Learned). Знання, отримані під час виконання проєкту. Набуті знання можуть виявлятися на будь-яких етапах проєкту. Є частиною документації проєкту, яку необхідно включати в базу набутих знань.[⇨]
- Навички (Skill). Здатність застосовувати знання, розвинена схильність та/або вміння ефективно й швидко виконувати операцію.[⇨]
- Надійність (Reliability). Імовірність виконання продуктом призначеної функції в певних умовах у певний період часу.[⇨]
- Налагодження зв'язків (Networking). Розвиток стосунків з людьми, які можуть сприяти досягненню цілей і зобов'язань.[⇨]
- Необхідна дата (Imposed Date). Зазначена фіксована дата для планової операції або контрольної події розкладу, зазвичай представлена у формулах «почати не раніше, ніж х» чи «закінчити не пізніше, ніж х».[⇨]
- Нормативний акт (Regulation). Вимоги, що накладаються адміністративними органами. Ці вимоги можуть встановлювати характеристики продуктів, процесів або послуг, яким необхідно відповідати.[⇨]

### О
- Область застосування (Application Area). Категорія проєктів, що мають спільні елементи, які мають суттєве значення для цих проєктів, але не є обов'язковими для всіх проєктів. Області застосування зазвичай визначаються в термінах продукту (тобто за схожими технологіями або методами виробництва), типу замовника (тобто внутрішні або зовнішні проєкти, державні або комерційні) чи галузі (інформаційні технології, комунальні послуги, автомобілебудування, космонавтика). Області застосування можуть перетинатися.[⇨]
- Область знань з керування проєктами (Project Management Knowledge Area). Область керування проєктами, що визначає вимогами до знань з керування проєктами і описана в термінах процесів, практик, входів, виходів, інструментів і методів, що її складають.[⇨]
- Обмеження (Constraint). Умова, внутрішня або зовнішня, що впливає на перебіг виконання проєкту або процесу. Наприклад, обмеження на терміни — це вказання граничних термінів завершення для розкладу проєкту, обмеження на вартість — це вказання граничних сум бюджету проєкту, обмеження на ресурси проєкту — це вказання гранично припустимого використання ресурсів, наприклад, наявність певних спеціалізацій або навичок і доступність певних ресурсів протягом зазначеного проміжку часу.[⇨]
- Обхід (Workaround). Реагування на несприятливий ризик, що відбувся. Відрізняється від плану непередбачених обставин тим, що обхід не планується до настання події ризику.[⇨]
- Оперативний центр (War Room). Кімната, у якій проводяться наради й планування проєкту й наявні діаграми вартості, стану розкладу й інших ключових даних проєкту.[⇨]
- Операційна діяльність (Operations). Організаційна функція, що забезпечує безперервне виконання операцій, які продукують той самий продукт або надають ту саму послугу. Як приклади: виробничі операції, бухгалтерські операції.[⇨]
- Описання змісту продукту (Product Scope Description). Документоване описання змісту продукту.[⇨]
- Описання змісту проєкту (Project Scope Statement). Описання основних результатів постачання, мети, припущень, обмежень проєкту й змісту роботи, що забезпечує документовану основу для ухвалення рішень з управління проєктом в майбутньому й для підтвердження або розроблення однакового подання про зміст проєкту в учасників проєкту. Визначення змісту проєкту — це визначення того, що повинне бути виконане.[⇨]
- Описання операції (Activity Description, AD). Коротке описання кожної планової операції, що використовується разом з її ідентифікатором, щоб відрізняти її від інших планових операцій. Описання операції зазвичай включає зміст робіт планової операції.[⇨]
- Описання позиції (Position Description). Описання ролей і відповідальності учасників команди проєкту.[⇨]
- Організаційна діаграма (Organization Chart). Зображення взаємозв'язків між групою осіб, що спільно працюють для досягнення спільної мети.[⇨]
- Організаційна діаграма проєкту (Project Organization Chart). Документ, що графічно відображає учасників команди проєкту і їх взаємозв'язки в конкретному проєкті.[⇨]
- Організаційна ієрархічна структура (Organizational Breakdown Structure, OBS). Ієрархічно організоване відображення організації проєкту, влаштоване таким чином, щоб зіставити пакети робіт з організаційними одиницями, які їх виконують.[⇨]
- Освоєний об'єм (Earned Value, EV). Об'єм виконаних робіт у термінах схваленого бюджету, виділеного на ці роботи для планової операції й елемента ієрархічної структури робіт.  [⇨]
- Основні правила (Ground Rules). Список прийнятних і неприйнятних моделей поведінки, прийнятих командою проєкту для поліпшення робочих взаємин, ефективності й комунікацій.[⇨]
- Особлива причина (Special Cause). Причина відхилень, що не є властива системі, непередбачена й обмежена часом. Її можна розглядати як дефект в системі. На контрольній діаграмі її зображують за допомогою точок за контрольними межами. [⇨]
- Офіс керування програмою (Program Management Office, PMO). Централізоване керування певною програмою або програмами, при якому вигода досягається завдяки спільному використанню ресурсів, методологій, інструментів і методів та пов'язаної із цим високої концентрації при керуванні проєктом. Див. також Офіс керування проєктом . [⇨]
- Офіс керування проєктом (Project Management Office, PMO). Організаційна одиниця або сутність, що повністю відповідає за централізоване й координоване керування тими проєктами, які входять у її сферу відповідальності. Ступінь відповідальності офісу керування проєктом може варіюватися від надання підтримання керуванню проєктом до прямого керування проєктом. Див. також Офіс керування програмою. [⇨]
- Оцінка (Estimate). Кількісна оцінка ймовірного об'єму або результату. Зазвичай застосовується до затрат, ресурсів, трудомісткості й тривалості проєкту й має уточнення (тобто попередня, концептуальна, здійсненна, порядок значення, остаточна). Завжди повинна включатись вказівка на точність вимірювання (наприклад, їх відсотків).[⇨]
- Оцінка майбутньої вартості (Should-Cost Estimate). Оцінка майбутньої вартості продукту або послуг, що використовується для оцінювання обґрунтованості ціни, запропонованої потенційним продавцем.[⇨]
- Оцінювання за аналогами (Analogous Estimating). Метод оцінювання, що використовує значення таких параметрів, як зміст, вартість, бюджет, тривалість, або вимірювані параметри (розмір, вага й складність) попередніх схожих операцій як основу для оцінювання таких же параметрів для майбутніх операцій. Цей метод часто використовується для оцінювання значення параметра в тих випадках, коли інформація про проєкт обмежена (наприклад, на ранніх фазах). Оцінювання за аналогами є формою експертного оцінювання. Ця оцінка найбільш надійна, якщо попередні операції схожі по суті, а не лише за формою, а в учасників команди проєкту, що готують оцінки, є необхідний досвід.[⇨]
- Оцінювання за трьома точками (Three-Point Estimate). Аналітичний метод, що використовує три значення оцінювання вартості або тривалості, які відображають оптимістичний, найбільш імовірний й песимістичний сценарії.[⇨]
- Оцінювання «знизу-догори» (Bottom-up Estimating). Метод оцінювання елемента робіт. Робота розбивається на дрібніші роботи. Формується оцінка того, що потрібно для виконання вимог кожної із частин роботи, і ці оцінки потім підсумовуються для відповідного елемента робіт. Точність оцінювання «знизу-догори» визначається розміром і складністю робіт, що розташовані на найнижчих рівнях. Зазвичай менший обсяг робіт збільшує точність оцінок.[⇨]
- Оцінювання тривалості операції (Activity Duration Estimating). Процес оцінювання кількості робочих періодів, які потрібні для завершення окремих планових операцій.[⇨]
- Оцінювання ресурсів операції (Activity Resource Estimating). Процес оцінювання видів і кількості ресурсів, необхідних для виконання кожної планової операції.[⇨]

### П
- Пакет робіт (Work Package). Результат постачання або елемент робіт проєкту, розташований на найнижчому рівні кожного відгалуження ієрархічної структури робіт. Пакет робіт включає планові операції й контрольні події розкладу, необхідні для досягнення результату постачання пакета робіт або виконання елемента робіт проєкту. [⇨]
- Параметри операцій (Activity Attributes). Кілька параметрів, пов'язаних з кожною плановою операцією, що може бути внесена в список операцій. Параметри операції включають коди операції, логічні взаємозв'язки, випередження й затримки, вимоги до ресурсів, необхідні дати, обмеження й припущення.[⇨]
- Параметричне оцінювання (Parametric Estimating). Метод оцінювання, що використовує статистичні зв'язки між історичною датою й іншими змінними (наприклад, площа конструкцій, терміни програмного коду) для обчислення оцінки параметрів операції, таких як зміст, вартість, бюджет і тривалість. Прикладом для параметра вартості може бути множення запланованого об'єму виконуваних робіт на вартість однієї роботи в минулому для одержання оцінки вартості.[⇨]
- Первісна тривалість (Original Duration, OD). Тривалість операції, зазначена на початку для планової операції, у яку не вносили зміни з появою звітів про виконання операції. Зазвичай використовується для порівняння з фактичною тривалістю й залишковою тривалістю, що наводяться у звітах про виконання розкладу.[⇨]
- Перевірка (Validation). Метод оцінювання елемента або продукту під час або наприкінці фази або проєкту з метою підтвердження його відповідності зазначеним вимогам.[⇨]
- Передавання ризику. (Risk Transference). Метод планування реагування на ризики, що перекладає вплив загрози разом з відповідальністю на третю сторону.[⇨]
- Перелік операцій (Activity List). Документоване табличне подання планових операцій, що відображає описання операції, ідентифікатор операції й досить докладне описання робіт, так щоб учасники команди проєкту могли зрозуміти, які роботи повинні бути виконані.[⇨]
- Підкритична операція (Near-Critical Activity). Планова операція з незначним повним резервом часу. Поняття підкритичної операції рівною мірою стосується як планової операції, так і шляху в мережі. Границя, нижче якої повний резерв часу вважається підкритичним, визначається експертним оцінюванням і може відрізнятися у різних проєктах.[⇨]
- Підмережа (Subnetwork). Секція (фрагмент) мережевої діаграми розкладу проєкту, що зазвичай відображає підпроєкт або пакет робіт. Часто використовується для ілюстрації або вивчення потенційних або пропонованих ситуацій при роботі з розкладом.  [⇨]
- Підприємство (Enterprise). Компанія, бізнес, фірма, партнерство, корпорація або урядова організація.[⇨]
- Підпроєкт (Subproject). Частина проєкту, що виділяється у випадку, якщо проєкт розбивається на керованіші частини. Підпроєкти зазвичай представлені в ієрархічній структурі робіт. Підпроєкт може називатися проєктом та керуватися як проєкт. Він може бути підмережею в мережевій діаграмі розкладу проєкту.  [⇨]
- Підфаза (Subphase). Етап фази.[⇨]
- Пізнє завершення (Late Finish Date, LF). У методі критичного шляху самий пізній момент часу, у який може бути завершена планова операція, обумовлений на підставі логіки мережі розкладу, дати завершення проєкту й будь-яких обмежень відносно планових операцій без порушення обмежень на графік або відтермінування дати завершення проєкту.[⇨]
- Пізній початок (Late Start Date, LS). У методі критичного шляху самий пізній момент часу, у який може бути почата планова операція, обумовлений на підставі логіки мережі розкладу, дати завершення проєкту й будь-яких обмежень відносно планових операцій без порушення обмежень на графік або відтермінування дати завершення проєкту.[⇨]
- План керування вартістю (Cost Management Plan). Документ, що задає формат і визначає операції й критерії для планування, структурування й керування вартістю проєкту. План керування вартістю може бути формальним або неформальним, дуже докладним або узагальненим залежно від вимог учасників проєкту. План керування вартістю є складовою або допоміжним планом у плані керування проєктом.[⇨]
- План керування забезпеченням проєкту персоналом (Staffing Management Plan). Документ, що описує спосіб виконання вимог до ресурсів. Цей план належить або є допоміжним планом у плані керування проєктами. План керування забезпеченням персоналом може бути неформальним і узагальненим або формальним і дуже докладним залежно від потреб проєкту. Інформація, що є в плані керування забезпеченням персоналом, відрізняється залежно від області застосування й розміру проєкту.[⇨]
- План керування змістом проєкту (Project Scope Management Plan). Документ, що описує, як буде визначатися, розроблятися й перевірятися зміст проєкту і як буде створюватися й визначатися ієрархічна структура робіт, також дає вказівки з керування змістом проєкту. Цей план є складовою частиною або допоміжним планом у плані керування проєктом. План керування змістом проєкту може бути неформальним і узагальненим або формальним і дуже докладним залежно від потреб проєкту.[⇨]
- План керування комунікаціями (Communication Management Plan). Документ, що описує: вимоги й очікування від комунікацій для проєкту; як і в якому вигляді буде відбуватися обмін інформацією; коли й де будуть здійснюватися комунікації; хто відповідає за забезпечення кожного виду комунікацій. План керування комунікаціями може бути формальним або неформальним, дуже докладним або узагальненим залежно від вимог учасників проєкту. План керування комунікаціями є допоміжним планом у плані керування проєктом.[⇨]
- План керування контрактом (Contract Management Plan). Документ, що описує спосіб керування контрактом. Може включати такі елементи, як постачання необхідної документації й вимоги до виконання. План керування контрактом може бути формальним або неформальним, дуже докладним або узагальненим залежно від вимог контракту. Кожен план керування контрактом є допоміжним планом у плані керування проєктом.[⇨]
- План керування постачанням (Procurement Management Plan). Документ, що описує керування процесами постачання, починаючи від розроблення документації з постачань і до закриття контракту.[⇨]
- План керування проєктом (Project Management Plan). Затверджений формальний документ, у якому зазначено, як буде виконуватися проєкт і як буде відбуватися моніторинг і керування проєктом. План може бути узагальненим або докладним, а також може включати один або кілька допоміжних планів керування й інші документи з плануванню.[⇨]
- План керування ризиками (Risk Management Plan). Документ, що описує, як буде організоване керування ризиками проєкту і як воно буде виконуватися в межах проєкту. Цей план є складовою частиною або допоміжним планом у плані керування проєктом. План керування ризиками може бути неформальним і узагальненим або формальним і дуже докладним залежно від потреб проєкту. Інформація, наявна в плані керування ризиками, відрізняється залежно від області застосування й розміру проєкту. План керування ризиками відрізняється від реєстру ризиків, що містить перелік ризиків проєкту, результати аналізу ризиків і реагування на ризик.[⇨]
- План керування розкладом (Schedule Management Plan). Документ, що встановлює критерії й операції з розроблення й керування розкладом проєкту. Цей план є складовою частиною або допоміжним планом у плані керування проєктами. План керування розкладом може бути формальним або неформальним, дуже докладним або узагальненим залежно від потреб проєкту.[⇨]
- План керування якістю (Quality Management Plan). План керування якістю описує, яким чином команда керування проєктом буде реалізовувати політику виконуючої організації в області якості. План керування якістю є частиною або допоміжним планом у плані керування проєктом. План керування якістю може бути формальним і неформальним, дуже докладним або узагальненим залежно від потреб проєкту.[⇨]
- План контрольного рахунку (Control Account Plan, CAP). План всіх робіт і трудомісткості, що входять до контрольного рахунку. У кожен план рахунків керування входить остаточний зміст робіт, розклад і розподілений за часом бюджет.[⇨]
- План рахунків (Chart of Accounts).  Будь-яка числова система кодування, що використовується для співвіднесення затрат проєкту за категоріями (наприклад праця, постачання, матеріали, устаткування). Система кодування затрат у проєкті зазвичай відповідає системі кодування затрат у виконуючій організації.[⇨]
- Планова вартість запланованих робіт (Budgeted Cost of Work Scheduled, BCWS). Див. Плановий об'єм.[⇨]
- Планова вартість виконаних робіт (Budgeted Cost of Work Performed, BCWP). Див. Освоєний об'єм.[⇨]
- Планова операція (Schedule Activity). Окремий плановий елемент робіт проєкту. У планової операції зазвичай є тривалість та вартість, значення яких можуть бути оцінені та передбачені вимоги до ресурсів. Планові операції пов'язані з іншими плановими операціями або контрольними подіями розкладу за допомогою логічних взаємозв'язків і отримуються з пакетів робіт шляхом їх декомпозиції.[⇨]
- Планований пакет робіт (Planning Package). Елемент ІСР під контрольним рахунком з відомим змістом робіт, але без докладного описання планових операцій.[⇨]
- Плановий об'єм (Planned Value, PV). Затверджений бюджет, виділений на планові роботи, що виконуються в межах планової операції або елемента ієрархічної структури робіт.  [⇨]
- Плановий термін (дата) початку (Planned Start Date, PS). Див. Розрахункова дата початку.[⇨]
- Плановий термін (дата) завершення (Planned Finish Date, PF). Див. Розрахункова дата завершення.[⇨]
- Планування змісту (Scope Planning). Процес створення плану керування змістом проєкту.[⇨]
- Планування керування ризиками (Risk Management Planning). Процес ухвалення рішення, як планувати й виконувати операції з керування ризиками в межах проєкту.[⇨]
- Планування комунікацій (Communications Planning). Процес визначення потреб в інформації й комунікаціях учасників проєкту: ким вони є, який ступінь їхньої зацікавленості й впливу на проєкт, кому і яка інформація є недостатньою, коли вона необхідна і яким чином вона буде надаватися.[⇨]
- Планування контрактів (Contracting Planning). Процес документування вимог до продуктів, послуг і результатів та ідентифікації потенційних продавців.[⇨]
- Планування людських ресурсів (Human Resource Planning). Процес визначення й документування ролей у проєкті, відповідальності й звітності, а також створення плану керування забезпеченням проєкту персоналом.[⇨]
- Планування методом набігаючої хвилі (Rolling Wave Planning). Вид планування послідовного розроблення, при якому робота, яку потрібно буде виконати в найближчій перспективі, докладно планується із глибоким розкриттям ієрархічної структури робіт, у той час як віддалена робота планується з відносно неглибоким розкриттям ієрархічної структури робіт, але вподовж виконання робіт провадиться докладне планування робіт, які потрібно буде виконати в найближчі періоди часу.[⇨]
- Планування реагування на ризики (Risk Response Planning). Процес розроблення варіантів і дій з метою збільшення можливостей і зменшення загроз цілям проєкту.[⇨]
- Планування якості (Quality Planning). Процес визначення стандартів якості, які відповідають проєкту, і засобів досягнення цих стандартів.[⇨]
- Повний резерв часу (Total Float, TF). Загальна кількість часу, на який може бути відкладена планова операція з раннього початку без перетермінування дати завершення проєкту або порушення обмежень розкладу.  [⇨]
- Повноваження (Authority). Право використовувати ресурси проєкту, витрачати кошти, приймати рішення або давати схвалення. [⇨]
- Попереджуюча дія (Preventive Action). Документована вказівка виконати операцію, що може зменшити ймовірність негативних наслідків, пов'язаних з ризиками проєкту.[⇨]
- Поріг (граничне значення) (Threshold). Значення вартості, часу, якості, ресурсів або технічне значення, що використовується як параметр і також може включатися до специфікації продукту.[⇨]
- Портфель (Portfolio). Набір проєктів або програм і інших робіт, об'єднаних з метою ефективного керування роботами для досягнення стратегічних цілей. проєкти й програми портфеля не обов'язково є взаємозалежними або безпосередньо пов'язаними.[⇨]
- Послідовне розроблення (Progressive Elaboration). Безперервне поліпшення й деталізація плану в міру одержання докладнішої інформації й точніших оцінок під час виконання проєкту й, завдяки цьому, розроблення точніших і повніших планів, що є результатом багаторазового повторення процесу планування.[⇨]
- Поточна дата (Time-Now Date). Див. Звітна дата.[⇨]
- Поточна дата завершення (Current Finish Date). Поточна оцінка моменту часу, у який буде завершена планова операція, де оцінка відображає підтверджений перебіг виконання робіт. Див. також Розрахункова дата завершення .[⇨]
- Поточна дата початку (Current Start Date). Поточна оцінка моменту часу, у який буде розпочата планова операція, де оцінка відображає підтверджений перебіг виконання робіт. Див. також Розрахункова дата початку .[⇨]
- Початок-Завершення (Start-to-Finish, SF). Логічний взаємозв'язок, при якому завершення наступної планової операції залежить від початку попередньої планової операції. Див. також Логічний взаємозв'язок .[⇨]
- Початок-Початок (Start-to-Start, SS). Логічний взаємозв'язок, при якому початок робіт з наступної планової операції залежить від початку робіт з попередньої планової операції. Див. також Логічний взаємозв'язок .[⇨]
- Поширення інформації (Information Distribution). Процес забезпечення своєчасного доступу учасників проєкту до потрібної їм інформації.[⇨]
- Претензія (Claim). Запит, вимога або відстоювання прав продавцем проти покупця або навпаки з метою винагороди, компенсації або виплати за умовами контракту, що має юридичну чинність, як, наприклад, у випадку оскарженої зміни.[⇨]
- Приймання (Accept). Акт формального одержання або підтвердження чого-небудь і визнання цього вірним, надійним або завершеним.[⇨]
- Припущення (Assumptions). Припущення — це фактори, які вважаються вірними, реальними або певними для цілей планування без залучення доказів. Припущення впливають на всі аспекти планування проєкту і є частиною послідовного розроблення проєкту. Ідентифікація, документування й перевірка припущень в багатьох випадках є частиною процесу планування проєкту. Припущення зазвичай пов'язані з певним ризиком.[⇨]
- Проблема (Issue). Обговорене або ще не вирішене питання або питання, з якого існують протилежні думки й розбіжності.[⇨]
- Прогноз до завершення (Estimate to Complete, ETC). Очікувані затрати на виконання всіх залишкових робіт для планової операції, елемента ієрархічної структури робіт або проєкту.[⇨]
- Прогноз після завершення (Estimate at Completion, EAC). Очікувана загальна вартість планової операції, елемента ієрархічної структури робіт або проєкту, коли буде завершений зазначений зміст робіт. Прогноз після завершення дорівнює фактичної вартості плюс прогноз до завершення для всіх залишкових робіт. Прогноз після завершення може бути обчислений на підставі реального виконання на цей момент або оцінений командою проєкту на підставі інших факторів, причому в цьому випадку він часто називається останньою переглянутою оцінкою.[⇨]
- Прогнози (Forecasts). Оцінювання або передбачування умов і подій у майбутньому проєкті на підставі інформації й знань, доступних на момент прогнозування. Прогнози корегуються й виправляються на підставі інформації про виконання робіт протягом виконання проєкту. Ця інформація ґрунтується на досвіді попередніх проєктів і очікуваному майбутньому виконанні проєкту й включає інформацію, що може вплинути на проєкт у майбутньому.[⇨]
- Програма (Program). Ряд пов'язаних між собою проєктів, керування якими координується для досягнення переваг і ступеня керованості, недоступних при керуванні ними окремо. Програми можуть містити елементи робіт, що мають до них стосунок, але знаходяться за межами змісту окремих проєктів програми.[⇨]
- Програмне забезпечення для керування проєктами (Project Management Software). Клас програмного забезпечення, призначеного для допомоги у розв'язанні завдань планування, моніторингу й керування проєктом, у тому числі: оцінювання вартості, формування розкладу, комунікацій, співробітництва, конфігураційного менеджменту, керування документами, керування записами й аналіз ризиків.[⇨]
- Продавець (Seller). Постачальник продуктів, послуг або результатів.[⇨]
- Продукт (Product). Виріб, характеристики якого можна виміряти і який може бути як остаточною ланкою виробничого ланцюга, так і проміжним елементом.[⇨]
- Проєкт (Project). Захід, що триває в часі й призначений для створення унікальних продуктів, послуг або результатів.[⇨]
- Проєктна організація (Projectized Organization). Будь-яка організаційна структура, у якій менеджер проєкту має достатні повноваження зі встановлення пріоритетів, використання ресурсів і керівництва роботою осіб, призначених для виконання проєкту.[⇨]
- Процес (Process). Ряд взаємозалежних дій і операцій, що виконуються для одержання певного набору продуктів, результатів або послуг.[⇨]
- Процес в області знань (Knowledge Area Process). Процес керування проєктом в області знань.[⇨]
- Процес забезпечення якості (Perform Quality Assurance, QA). Процес застосування планових систематичних операцій з перевірки якості (наприклад аудит або незалежна експертиза), щоб упевнитися, що в проєкті використовуються всі необхідні процеси для виконання вимог.[⇨]
- Процес контролю якості (Perform Quality Control, QC). Процес моніторингу певних результатів проєкту з метою визначення їхньої відповідності прийнятим стандартам якості й вироблення шляхів усунення причин незадовільного виконання.[⇨]
- Процеси виконання (Executing Processes). Процеси, що застосовуються для виконання робіт, зазначених у плані керування проєктом для досягнення цілей проєкту, зазначених в описанні змісту проєкту.[⇨]
- Процеси ініціації (Initiating Processes). Процеси, що виконуються для авторизації й визначення змісту нової фази або проєкту чи того, що може привести до поновлення робіт зупиненого проєкту. Більша частина процесів ініціації зазвичай виконується поза межами керування проєктом і пов'язані з організаційними, програмними або портфельними процесами.[⇨]
- Процеси моніторингу й керування (Monitoring and Controlling Processes). Процеси, що виконуються з метою вимірювання й моніторингу виконання проєкту, щоб при потребі можна було вдатися до коригувальних дій для керування виконанням фази або проєкту.[⇨]
- Процеси планування (Planning Processes). Процеси, що здійснюються для ретельного визначення змісту проєкту, розроблення плану керування проєктом і ідентифікації й складання розкладу операцій проєкту, які будуть виконуватися в межах проєкту.[⇨]
- Прямий хід (Forward Pass). Обчислення ранніх термінів початку й завершення невиконаних частин всіх операцій.[⇨]

### Р
- Рада керування змінами (Change Control Board, CCB). Формальна група учасників проєкту, відповідальна за вивчення, оцінювання, схвалення, відтермінування або відхилення внесення змін у проєкт, причому всі рішення й рекомендації ради протоколюються.[⇨]
- Раннє завершення (Early Finish Date, EF). У методі критичного шляху це самий ранній з можливих моментів часу, у який можуть завершитися невиконані частини планових операцій (або проєкту), що обчислюється на підставі логіки мережі розкладу, звітної дати й обмежень на розклад. Раннє завершення може змінюватися під час виконання проєкту й внесення змін у план керування проєктом.[⇨]
- Ранній початок (Early Start Date, ES). У методі критичного шляху це самий ранній з можливих моментів часу, у який можуть початися невиконані частини планових операцій (або проєкту), що обчислюється на підставі логіки мережі розкладу, звітної дати й обмежень на розклад. Ранній початок може змінюватися під час виконання проєкту й внесення змін у план керування проєктом.[⇨]
- Резерв (Reserve). Передбачені в плані керування проєктом кошти, призначені для зменшення вартісних і часових ризиків. Часто вживається з уточненням (наприклад, «управлінський резерв», «резерв на непередбачені обставини»), щоб уточнити, для яких видів ризиків він призначений. Конкретне значення уточненого терміна може відрізнятися в різних областях застосування.  [⇨]
- Резерв на непередбачені обставини (Contingency Reserve). Кошти, бюджет або кількість часу, необхідні понад розрахункові значення для зменшення ризику невиконання цілей проєкту до прийнятного для організації рівня.[⇨]
- Резерв часу (Float or Slack). Час, на який за певних умов можна подовжити виконання операції (роботи) чи зсунути її в часі.[⇨]
- Результат (Result). Вихід, що одержується після виконання процесів і операцій керування проєктами. До виходу належать результати (наприклад, інтегровані системи, перероблений процес, реструктурована організація, тести, навчений персонал тощо) і документи (тобто стратегії, плани, дослідження, процедури, характеристики, звіти тощо). Див. також Результат постачання .[⇨]
- Результат постачання (Deliverable). Довільний унікальний продукт, що може бути перевірений, результат або здатність робити послугу, які необхідно випродукувати для завершення процесу, фази або проєкту. В багатьох випадках використовується в вужчому сенсі для позначення зовнішнього результату постачання, тобто результату постачання, що вимагає затвердження спонсором або замовником.  [⇨]
- Реєстр ризиків (Risk Register). Документ, що містить результати якісного аналізу ризиків, кількісного аналізу ризиків і планування реагування на ризики. Реєстр ризиків докладно розглядає всі відомі ризики й включає описання, категорію, причину, імовірність, вплив на мету, передбачувані відповідні дії, власників і поточний стан. Реєстр ризиків є елементом плану керування проєктом.[⇨]
- Ресурс (Resource). Кваліфікований персонал (у певних дисциплінах, як індивідуально, так і командами), устаткування, послуги, видаткові матеріали, сировина, матеріальні кошти, бюджет або кошти.[⇨]
- Ризик (Risk). Невизначена подія або умова, настання якої негативно або позитивно позначається на цілях проєкту. Див. також Категорія ризику  й Ієрархічна структура ризиків .[⇨]
- Робота (Work). Фізичне або розумове зусилля, діяльність або застосування навичок з метою подолання перешкод і досягнення мети.  [⇨]
- Роботи проєкту (Project Work). Див. Робота.[⇨]
- Розбіжність шляхів (Path Divergence). Розширення або створення паралельних шляхів у мережі, що виходять із одного вузла на мережевій діаграмі розкладу проєкту. Розбіжність шляхів характеризується плановою операцією, у якої є декілька наступних операцій.[⇨]
- Розвиток команди проєкту (Develop Project Team). Процес підвищення компетенції й взаємодії учасників команди для поліпшення виконання проєкту.[⇨]
- Розклад (Schedule). Див. Розклад проєкту.[⇨]
- Розклад з обмеженими ресурсами (Resource-Limited Schedule). Розклад проєкту, планові операції, розрахункові дати початку й розрахункові дати завершення з врахуванням очікуваної доступності ресурсів. У такого розкладу немає раннього або пізнього початку або завершення. Загальний резерв часу розкладу з обмеженими ресурсами визначається різницею між пізнім завершенням згідно з методом критичного шляху і розрахунковою датою завершення. Див. також Вирівнювання ресурсів . [⇨]
- Розклад з обмеженням на ресурси (Resource-Constrained Schedule). Див. Розклад з обмеженими ресурсами.[⇨]
- Розклад контрольних подій (Milestone Schedule). Укрупнений розклад робіт, що відображає терміни настання основних контрольних подій. Див. також Укрупнений розклад .[⇨]
- Розклад проєкту (Project Schedule). Планові дати виконання планових операцій і настання контрольних подій розкладу. [⇨]
- Розподілена трудомісткість (Apportioned Effort, AE). Трудомісткість робіт проєкту, які складно розділити, але яка прямо пропорційна виміряній дискретної трудомісткості. Порівн. Дискретна трудомісткість.[⇨]
- Розрахункова дата завершення (Scheduled Finish Date, SF). Момент завершення робіт планової операції відповідно до розкладу виконання проєкту. Розрахункова дата завершення зазвичай лежить у проміжку від раннього завершення до пізнього завершення, що може бути пов'язане з вирівнюванням обмежених ресурсів.   [⇨]
- Розрахункова дата початку (Scheduled Start Date, SS). Момент початку робіт планової операції відповідно до розкладу виконання проєкту. Розрахункова дата початку зазвичай знаходиться у проміжку від раннього початку до пізнього початку, що може бути пов'язане з вирівнюванням обмежених ресурсів.  [⇨]
- Розроблення бюджету видатків (Cost Budgeting). Процес підбиття підсумкових оцінок вартості окремих операцій або пакетів робіт для оцінювання базового плану за вартістю.[⇨]
- Розроблення описання попереднього змісту проєкту (Develop Project Scope Statement, Preliminary). Процес розроблення попереднього описання змісту проєкту із високим рівнем словесного описання змісту проєкту.[⇨]
- Розроблення плану керування проєктом (Develop Project Management Plan). Процес документування операцій, необхідних для визначення, підготовки, координації й інтеграції всіх допоміжних планів у план керування проєктом.[⇨]
- Розроблення розкладу (Schedule Development). Процес аналізу послідовності планових операцій, тривалості планових операцій, вимог до ресурсів і обмежень розкладу з метою створення розкладу проєкту.[⇨]
- Розроблення Статуту проєкту (Develop Project Charter). Процес розроблення Статуту проєкту, що формально санкціонує проєкт.[⇨]
- Роль (Role). Певна функція, що виконується учасниками команди проєкту, наприклад тестування, систематизація, інспектування, кодування.[⇨]

### С
- Система (System). Множина регулярно взаємодіючих та/або взаємозалежних елементів, орієнтована на досягнення певних цілей. Системи керування проєктами складаються із процесів, методів, методологій і інструментів керування проєктами, що застосовуються командою керування проєктом.[⇨]
- Система авторизації робіт (Work Authorization System).  Підсистема спільної системи керування проєктами. Ряд формальних процедур, у яких описується, як будуть авторизовані роботи проєкту для гарантії того, що роботи будуть виконані зазначеною організацією в потрібний час у правильній послідовності. У цю систему входять етапи, документи, система відстежування й певних рівнів схвалення, необхідні для авторизації робіт.[⇨]
- Система керування змінами (Change Control System). Набір формальних процедур, що визначають способи контролю, внесення змін і схвалення результатів постачання й документації проєкту. У більшості областей застосування система керування змінами входить у систему керування конфігурацією.[⇨]
- Система керування конфігурацією (Configuration Management System). Підсистема загальної системи керування проєктами. Набір формальних процедур, що використовується для застосування технічного й адміністративного керування й супроводу, щоб: ідентифікувати й документувати фізичні й функціональні характеристики продукту, результату, послуги або елемента; управляти будь-якими змінами цих характеристик; реєструвати й доводити до відома зацікавлених осіб кожну зміну й перебіг її проведення; виконувати аудит продуктів, результатів або елементів для верифікації їх відповідності вимогам. Вона містить у собі документацію, системи відстежування й певні рівні, на яких відбувається авторизація змін. У більшості областей застосування система керування конфігурацією включає систему керування змінами.[⇨]
- Система керування проєктом (Project Management System). Сукупність процесів, інструментів, методів, методологій, ресурсів і процедур з керування проєктом. Система документується в плані керування проєктами, і її зміст може відрізнятися залежно від області застосування, організаційного впливу, складності проєкту й доступності наявних систем. Система керування проєктами, що може бути як формальною, так і неформальною, допомагає керівнику проєкту ефективно доводити проєкт до завершення. Система керування проєктами — це ряд процесів і пов'язаних з ними функцій моніторингу й контролю, об'єднаних у функціональну єдність.[⇨]
- Словник ієрархічної структури робіт (Work Breakdown Structure Dictionary). Документ, що описує кожен елемент в ієрархічній структурі робіт (ІСР). Для кожного елемента ІСР у словнику є коротке описання змісту, вказані результати постачання, перелік операцій, що його стосуються, і перелік контрольних подій. Також можуть вказуватися: відповідальна організація, дати початку й завершення робіт, необхідні ресурси, оцінка вартості, порядковий номер, інформація про контракт, вимоги до якості й технічні довідкові матеріали, що сприяють виконанню робіт.[⇨]
- Специфікація (Specification). Документ, що повністю й точно визначає вимоги, будову, поведінку або інші особливості системи, елемента, продукту, результату чи послуги, а також досить часто процедури, здатні визначити, чи були виконані ці умови. Приклади: специфікація вимог, специфікація структури, специфікація продукту й специфікація випробувань.[⇨]
- Спільне керування змінами (Integrated Change Control). Процес розгляду всіх запитів-подань на зміни, схвалення змін і керування змінами в результатах постачання й активах організаційного процесу.[⇨]
- Спільна причина (Common Cause).  Передбачуване джерело відхилень, властиве системі. На контрольній діаграмі воно виявляється як частина випадкових відхилень процесу (тобто відхилень від процесу, які можна вважати нормальними й цілком звичайними) і позначається випадковим розташуванням точок у контрольних межах. Див. також Особлива причина.[⇨]
- Сприйняття ризику (Risk Acceptance).  Метод планування реагування на ризики, що свідчить про те, що команда проєкту ухвалила рішення не змінювати план керування проєктом у зв'язку з ризиком або не знайшла відповідної стратегії реагування.[⇨]
- Сприятлива можливість (Opportunity). Умова або ситуація, сприятливі для проєкту, вдалий збіг обставин, вдалий перебіг подій, ризик, що позитивно вплине на мету проєкту, або можливість позитивних змін.[⇨]
- Спонсор (Sponsor).  Особа або група осіб, що надає фінансові ресурси для проєкту в будь-якому вигляді. [⇨]
- Спонсор проєкту (Project Sponsor).  Див. Спонсор.[⇨]
- Стандарт (Standard).  Документ, установлений за згодою й схвалений уповноваженою організацією, що визначає правила керування або характеристики операцій чи їх результатів для спільного користування з метою досягнення оптимального ступеня впорядкування в певній області.[⇨]
- Статут проєкту (Project Charter).  Документ, випущений ініціатором або спонсором проєкту, що формально узаконює існування проєкту й надає менеджерові проєкту повноваження використовувати організаційні ресурси в операціях проєкту.[⇨]
- Створення ІСР (Ієрархічної структури робіт) (Create WBS, Work Breakdown Structure).  Процес декомпозиції основних результатів постачання проєкту й робіт із проєкту на менші елементи, якими легше управляти.[⇨]
- Стискання (Crashing).  Особливий вид методу стискання розкладу проєкту, при якому загальна тривалість проєкту зменшується шляхом аналізу серії альтернатив для досягнення максимального стискання тривалості при найменших затратах. Стандартний підхід до стискання розкладу включає зменшення тривалості планових операцій і збільшення ресурсів, що виділяються на планову операцію.  [⇨]
- Стискання розкладу (Schedule Compression).  Стискання тривалості розкладу проєкту без зміни його змісту. Див. також Стискання .[⇨]
- Co-Розташування (Co-location).  Спосіб розміщення, при якому учасники команди проєкту перебувають фізично близько один від одного з метою поліпшення комунікацій, робочих стосунків і продуктивності.[⇨]
- Стовпчикова горизонтальна діаграма (Bar Chart).  Графічне подання розкладу проєкту. У типовій стовпчиковій горизонтальній діаграмі планові операції або елементи ієрархічної структури робіт перераховані з лівої сторони діаграми, дати відображаються згори, а тривалість операцій показана горизонтальними смужками від дати початку до дати завершення. Інша назва — діаграма Ганта.[⇨]
- Ступінь (Grade).  Категорія або ранг, що використовуються для відмінності продуктів, що мають однакові функціональні властивості, але які відрізняються за своїми вимогами до якості.[⇨]
- Схвалення (Approval).  Див. Схвалити .[⇨]
- Схвалений запит (подання) на зміну (Approved Change Request).  Запит на зміну, що пройшов процес загального керування змінами й був схвалений.[⇨]
- Схвалити (Approve).  Акт формального підтвердження, санкціонування, ратифікації або згоди на щось.  [⇨]

### Т
- Техніка (Technique).  Певна систематична процедура, що застосовується персоналом для виконання операції з метою одержання продукту або результату чи надання послуги, що може використовувати один або кілька інструментів.[⇨]
- Технічне вимірювання виконання (Technical Performance Measurement).  Метод вимірювання виконання, що зіставляє виконані технічні завдання під час виконання проєкту з їхнім розкладом відповідно до плану керування проєктом. У ньому можуть використовуватися ключові технічні параметри продукту проєкту. Отримані значення показників належать до інформації про виконання проєкту.[⇨]
- Тотальне керування якістю (Total Quality Management, TQM). Підхід до впровадження програми підвищення якості в організації.[⇨]
- Тривалість (Duration, DU or DUR). Загальна кількість робочих періодів (крім вихідних й інших неробочих періодів), необхідних для виконання планової операції або елемента ієрархічної структури робіт. Зазвичай відображається кількістю робочих днів або тижнів.[⇨]
- Тривалість операції (Activity Duration).  Час у календарних одиницях між початком і завершенням планової операції.[⇨]
- Тригери (Triggers).  Вказівники на те, що ризиковані події відбулися або от-от відбудуться. Тригери можуть бути виявлені на етапі ідентифікації ризиків і повинні відслідковуватися під час процесу моніторингу й керування ризиками.[⇨]
- Трудомісткість (Effort).  Кількість робочих одиниць, необхідних для виконання планової операції або елемента ієрархічної структури робіт. Зазвичай представляється в людино-годинах, людино-днях або людино-тижнях.[⇨]

### У
- Узагальнена ієрархічна структура робіт проєкту (Project Summary Work Breakdown Structure, PSWBS).  Ієрархічна структура робіт із проєкту, що розкрита лише до рівня підпроєктів у деяких галузях ІСР.[⇨]
- Укрупнений розклад (Master Schedule).  Укрупнений розклад проєкту, що включає лише основні результати постачання й елементи ієрархічної структури робіт і ключові контрольні події розкладу.  [⇨]
- Установлені межі (Specification Limits).  Область із кожного боку осьової лінії або середнього значення з даними, побудованими на контрольній діаграмі, що відповідає вимогам замовника до продукту або послуги. Ця область може бути більше або менше області контрольних меж. Див. також Контрольні межі .[⇨]
- Утримання (Retainage).  Частина контрактних виплат, що утримується до повного виконання контракту для забезпечення повного виконання його умов.[⇨]
- Ухилення від ризику (Risk Avoidance).  Метод планування реагування на ризики, що вносить зміни в план керування проєктом, скеровані або на усунення ризику, або на захист цілей проєкту від його впливу. Звичайне відхилення від ризику означає пом'якшення вимог за часом, вартістю, змістом або якістю проєкту.[⇨]
- Учасник проєкту (Stakeholder, Project Stakeholder).  Особи й організації, наприклад замовники, спонсори, організація, що виконує проєкт, які беруть активну участь у проєкті або чиї інтереси можуть бути порушені при виконанні або завершенні проєкту.[⇨]
- Учасники команди проєкту (Project Team Members).  Особи, які звітують у прямій або непрямій формі перед менеджером проєкту й відповідають за виконання робіт проєкту згідно зі своїми обов'язками.[⇨]

### Ф
- Фаза проєкту (Project Phase).  Ряд логічно пов'язаних операцій проєкту, що зазвичай завершуються досягненням одного з основних результатів постачання. Фази проєкту зазвичай виконуються послідовно, але в певних ситуаціях можуть перекриватися. У випадку, якщо проєкт або частини проєкту поділені на фази, така ієрархія представлена в ієрархічній структурі робіт. Фаза проєкту є елементом циклу життя проєкту. Фаза проєкту не є групою процесів керування проєктами.[⇨]
- Фактична вартість (Actual Cost, AC).  Фактичні затрати на виконання робіт за певний період у межах планової операції або елемента ієрархічної структури робіт. Фактична вартість може включати, наприклад, лише прямі затрати або суму прямих і непрямих затрат. Див. також Керування освоєним об'ємом і Метод освоєного об'єму .  [⇨]
- Фактична вартість виконаних робіт (Actual Cost of Work Performed, ACWP).  Див. Фактична вартість .[⇨]
- Фактична тривалість (Actual Duration).  Період часу в календарних одиницях між фактичним початком планової операції й звітною датою розкладу виконання проєкту, якщо планова операція перебуває в стадії виконання, або фактичним завершенням, якщо планова операція завершена.[⇨]
- Фактичне завершення (Actual Finish Date, AF).  Дата фактичного завершення робіт планової операції.[⇨]
- Фактичний початок (Actual Start Date, AS).  Дата фактичного початку робіт планової операції.[⇨]
- Фактори зовнішнього середовища підприємства (Enterprise Environmental Factors).  Довільні або всі зовнішні фактори впливу й внутрішніх організаційних факторів, що впливають на успіх проєкту. Ці фактори існують для кожного з підприємств, що беруть участь у проєкті, і включають корпоративну культуру й структуру організації, інфраструктуру, що існують ресурси, комерційні бази даних, умови ринку й програмне забезпечення для керування проєктами.[⇨]
- Фахівець з керування проєктами (Project Management Professional, PMP®).  Особа, що має сертифікат РМР Інституту керування проєктами (PMI).[⇨]
- Фіктивна операція (Dummy Activity).  Планові операції нульової тривалості, що служать для відображення логічних взаємозв'язків у методі «операції-дуги». Фіктивні операції використовуються в тому випадку, коли логічні взаємозв'язки не можуть бути описані повністю або правильно за допомогою дуг планових операцій. Фіктивні операції зазвичай графічно відображаються у вигляді пунктирних ліній зі стрілкою.[⇨]
- Функціональний керівник (Functional Manager).  Особа, що володіє керівними повноваженнями в підрозділі функціональної організації. Керівник будь-якої групи, що фактично залучена до виробництва продукту або послуги. Іноді також називається «лінійним менеджером».[⇨]
- Функціональна організація (Functional Organization).  Ієрархічно вибудувана організація, у якій у кожного співробітника є один безпосередній керівник, персонал розділений на групи за областями спеціалізації й управляється особою, що має компетенцію в цій області.[⇨]

### Ц
- Ціль (Objective).  Tе, на що спрямовано роботи, стратегічна позиція, яку варто зайняти, завдання, яке варто вирішити, результат, якого варто досягти, продукт, який варто зробити або послуга, яку варто зробити.[⇨]
- Цикл життя продукту (Product Life Cycle).  Набір зазвичай послідовних фаз продукту, що не перекриваються, назва й кількість яких визначається виробничими й управлінськими потребами організації. Зазвичай остання фаза циклу життя продукту — це загибель або руйнування продукту. Цикл життя проєкту зазвичай укладається в один або кілька циклів життя продукту.[⇨]
- Цикл життя проєкту (Project Life Cycle). Набір зазвичай послідовних фаз проєкту, кількість і склад яких визначається потребами керування проєктом організацією або організаціями, що беруть участь у проєкті. Цикл життя можна документувати за допомогою методології.[⇨]

### Ш
- Шаблон (Template).  Частково заповнений документ у певному форматі, що пропонує певну структуру збирання, організації й подання інформації й даних. Шаблони часто ґрунтуються на документах, створених під час попередніх проєктів. Шаблони допомагають зменшити трудомісткість виконання робіт і підвищують погодженість результатів.[⇨]
- Швидке проходження (Fast Tracking). Особливий метод стисання розкладу виконання проєкту, що змінює логіку мережі й накладає фази, які у звичайній ситуації виконувалися б послідовно, або уможливлює паралельне виконання планових операцій.[⇨]
- Шлях у мережі (Network Path). Неперервна послідовність пов'язаних логічним взаємозв'язком планових операцій на мережевій діаграмі розкладу проєкту.[⇨]

### Я
- Якісний аналіз ризиків (Qualitative Risk Analysis). Процес встановлення пріоритетів ризиків для подальшого аналізу або дій шляхом оцінювання й сполучення їх ймовірності й впливу.[⇨]

| Зміст: | А Б В Г Ґ Д Е Є Ж З И І Ї Й К Л М Н О П Р С Т У Ф Х Ц Ч Ш Щ Ю Я |

## Англо-український словник основних термінів управління проєктами
| # A B C D E F G H I J K L M N O P Q R S T U V W X Y Z |

### A
- Accept — Приймання[⇨]
- Acceptance Criteria — Критерії приймання[⇨]
- Acquire Project Team — Набір команди проєкту[⇨]
- Activity Attributes — Параметри операцій[⇨]
- Activity Code — Код операції[⇨]
- Activity Definition — Визначення складу операцій[⇨]
- Activity Description, AD — Описання операції[⇨]
- Activity Duration — Тривалість операції[⇨]
- Activity Duration Estimating — Оцінювання тривалості операції[⇨]
- Activity Identifier — Ідентифікатор операції[⇨]
- Activity List — Перелік операцій[⇨]
- Activity Resource Estimating — Оцінювання ресурсів операції[⇨]
- Activity Sequencing — Визначення взаємозв'язків операцій[⇨]
- Actual Cost, AC — Фактична вартість [⇨]
- Actual Cost of Work Performed, ACWP — Фактична вартість виконаних робіт[⇨]
- Actual Duration — Фактична тривалість[⇨]
- Actual Finish Date, AF — Фактичне завершення[⇨]
- Actual Start Date, AS — Фактичний початок[⇨]
- Analogous Estimating — Оцінювання за аналогами[⇨]
- Application Area — Область застосування[⇨]
- Apportioned Effort, AE — Розподілена трудомісткість[⇨]
- Approval — Схвалення[⇨]
- Approve — Схвалити[⇨]
- Approved Change Request — Схвалений запит (подання) на зміну[⇨]
- Arrow — Дуга[⇨]
- Arrow Diagramming Method, ADM — Метод «операції-дуги» [⇨]
- As of Date — На дату[⇨]
- Assumptions — Припущення[⇨]
- Assumptions Analysis — Аналіз припущень[⇨]
- Authority — Повноваження[⇨]

### B
- Backward Pass — Зворотний хід[⇨]
- Bar Chart — Стовпчикова горизонтальна діаграма[⇨]
- Baseline — Базовий план[⇨]
- Baseline Start Date — Базовий початок[⇨]
- Baseline Finish Date — Базове завершення[⇨]
- Bottom-up Estimating — Оцінювання «знизу-догори» [⇨]
- Brainstorming — Мозковий штурм[⇨]
- Budget — Бюджет[⇨]
- Budget at Completion, ВАС — Бюджет по завершенні[⇨]
- Budgeted Cost of Work Performed, BCWP — Планова вартість виконаних робіт[⇨]
- Budgeted Cost of Work Scheduled, BCWS — Планова вартість запланованих робіт[⇨]

### C
- Calendar Unit — Календарна одиниця [⇨]
- Change Control — Керування змінами[⇨]
- Change Control Board, CCB — Рада керування змінами[⇨]
- Change Control System — Система керування змінами[⇨]
- Change Request — Запит (подання) на зміну[⇨]
- Chart of Accounts — План рахунків[⇨]
- Checklist — Контрольний список[⇨]
- Claim — Претензія[⇨]
- Close Project — Закриття проєкту[⇨]
- Closing processes — Завершальні процеси[⇨]
- Code of Accounts — Код рахунків[⇨]
- Co-location — Co-Розташування[⇨]
- Common Cause — Спільна причина[⇨]
- Communication — Комунікування[⇨]
- Communications Planning — Планування комунікацій[⇨]
- Communication Management Plan — План керування комунікаціями[⇨]
- Compensation — Компенсація[⇨]
- Configuration Management System — Система керування конфігурацією[⇨]
- Constraint — Обмеження[⇨]
- Contingency Allowance — Кошти на непередбачені обставини[⇨]
- Contingency Reserve — Резерв на непередбачені обставини[⇨]
- Contract — Контракт[⇨]
- Contract Administration — Адміністрування контрактів[⇨]
- Contract Closure — Закриття контракту[⇨]
- Contract Management Plan — План керування контрактом[⇨]
- Contract Statement of Work, SOW — Зміст робіт контракту[⇨]
- Contract Work Breakdown Structure, CWBS — Ієрархічна структура робіт з контракту[⇨]
- Contracting Planning — Планування контрактів[⇨]
- Control Account, CA — Контрольний рахунок[⇨]
- Control Account Plan, CAP — План контрольного рахунку[⇨]
- Control Chart — Контрольна діаграма[⇨]
- Control Limits — Контрольні межі[⇨]
- Corrective Action — Корегуюча дія[⇨]
- Cost — Вартість[⇨]
- Cost Budgeting — Розроблення бюджету видатків[⇨]
- Cost Estimating — Вартісне оцінювання[⇨]
- Cost Management Plan — План керування вартістю[⇨]
- Cost of Quality, COQ — Вартість якості[⇨]
- Cost Performance Index, CPI — Індекс виконання вартості (ІВВ) [⇨]
- Cost-Plus-Fee, CPF — Контракт із відшкодуванням затрат плюс винагорода[⇨]
- Cost-Plus-Fixed-Fee (CPFF) Contract — Контракт із відшкодуванням затрат плюс фіксована винагорода[⇨]
- Cost-Plus-Incentive-Fee (CPIF) Contract — Контракт із відшкодуванням затрат плюс винагорода за результати[⇨]
- Cost-Plus-Percentage of Cost, CPPC — Контракт із відшкодуванням затрат плюс відсоток від затрат[⇨]
- Cost-Reimbursable Contract — Контракт із відшкодуванням затрат[⇨]
- Cost Variance, CV — Відхилення за вартістю[⇨]
- Crashing — Стискання[⇨]
- Create WBS, Work Breakdown Structure — Створення ІСР (Ієрархічної структури робіт)[⇨]
- Criteria — Критерії[⇨]
- Critical Activity — Критична операція[⇨]
- Critical Chain Method — Метод критичного ланцюга[⇨]
- Critical Path — Критичний шлях[⇨]
- Critical Path Method, CPM — Метод критичного шляху[⇨]
- Current Finish Date — Поточна дата завершення[⇨]
- Customer — Замовник[⇨]

### D
- Data Date, DD — Звітна дата[⇨]
- Decision Tree Analysis — Аналіз дерева рішень[⇨]
- Decomposition — Декомпозиція[⇨]
- Defect — Дефект[⇨]
- Defect Repair — Виправлення дефекту[⇨]
- Deliverable — Результат постачання[⇨]
- Delphi Technique — Метод Дельфі[⇨]
- Dependency — Залежність[⇨]
- Develop Project Charter — Розроблення Статуту проєкту[⇨]
- Develop Project Management Plan — Розроблення плану керування проєктом[⇨]
- Develop Project Scope Statement, Preliminary — Розроблення описання попереднього змісту проєкту[⇨]
- Develop Project Team — Розвиток команди проєкту[⇨]
- Direct and Manage Project Execution — Безпосереднє виконання й керування виконанням проєкту[⇨]
- Discipline — Дисципліна[⇨]
- Discrete Effort — Дискретна трудомісткість[⇨]
- Documented Procedure — Задокументована процедура[⇨]
- Dummy Activity — Фіктивна операція[⇨]
- Duration, DU or DUR — Тривалість[⇨]

### E
- Early Finish Date, EF — Раннє завершення[⇨]
- Early Start Date, ES — Ранній початок[⇨]
- Earned Value, EV — Освоєний об'єм[⇨]
- Earned Value Management, EVM — Керування освоєним об'ємом[⇨]
- Earned Value Technique, EVT — Метод освоєного об'єму[⇨]
- Effort — Трудомісткість[⇨]
- Enterprise — Підприємство[⇨]
- Enterprise Environmental Factors — Фактори зовнішнього середовища підприємства[⇨]
- Estimate — Оцінка[⇨]
- Estimate at Completion, EAC — Прогноз після завершення[⇨]
- Estimate to Complete, ETC — Прогноз до завершення[⇨]
- Exception Report — Звіт про відхилення[⇨]
- Executing Processes — Процеси виконання[⇨]
- Execucution — Виконання[⇨]
- Expected Monetary Value (EMV) Analysis — Аналіз очікуваної грошової вартості[⇨]
- Expert Judgment — Експертні оцінки[⇨]

### F
- Failure Mode and Effect Analysis, FMEA — Аналіз характеру й наслідків відмов[⇨]
- Fast Tracking — Швидке проходження[⇨]
- Finish Date — Дата завершення[⇨]
- Firm-Fixed-Price Contract, FFP Contract — Контракт із твердою фіксованою ціною[⇨]
- Finish-to-Finish, FF — Завершення-Завершення[⇨]
- Finish-to-Start, FS — Завершення-Початок[⇨]
- Fixed-Price or Lump-Sum Contract — Контракт із фіксованою ціною[⇨]
- Float або Slack — Резерв часу[⇨]
- Flowcharting Chart — Діаграма залежностей[⇨]
- Forecasts — Прогнози[⇨]
- Forward Pass — Прямий хід[⇨]
- Free Float, FF — Вільний резерв часу[⇨]
- Functional Organization — Функціональна організація[⇨]
- Functional Manager — Функціональний керівник[⇨]
- Funds– Кошти[⇨]

### G
- Grade — Ступінь[⇨]
- Ground Rules — Основні правила[⇨]

### H
- Historical Information — Історична інформація[⇨]
- Human Resource Planning — Планування людських ресурсів[⇨]

### I
- Imposed Date — Необхідна дата[⇨]
- Influencer — Джерело впливу[⇨]
- Influence Diagram — Діаграма впливу[⇨]
- Information Distribution — Поширення інформації[⇨]
- Initiating Processes — Процеси ініціації[⇨]
- Initiator — Ініціатор[⇨]
- Inspection — Інспекція[⇨]
- Integrated Change Control — Спільне керування змінами[⇨]
- Input — Вхід процесу[⇨]
- Invitation for Bid, IFB — Запрошення до пропозицій[⇨]
- Issue — Проблема[⇨]

### K
- Knowledge Area Process — Процес в області знань[⇨]

### L
- Lag — Затримка[⇨]
- Late Finish Date, LF — Пізнє завершення[⇨]
- Late Start Date, LS — Пізній початок[⇨]
- Lead — Випередження[⇨]
- Level of Effort, LOE — Масштаб робіт[⇨]
- Lessons Learned — Набуті (накопичені) знання[⇨]
- Lessons Learned Knowledge Base — База накопичених знань[⇨]
- Log — Журнал[⇨]
- Logical Relationship — Логічний взаємозв'язок[⇨]
- Logic Diagram — Логічна діаграма[⇨]

### M
- Manage Project Team — Керування командою проєкту[⇨]
- Master Schedule — Укрупнений розклад[⇨]
- Materiel — Матеріали[⇨]
- Milestone — Контрольна подія[⇨]
- Milestone Schedule — Розклад контрольних подій[⇨]
- Monitor and Control Project Work — Моніторинг і керування роботами проєкту[⇨]
- Monitoring — Моніторинг[⇨]
- Monitoring and Controlling Processes — Процеси моніторингу й керування[⇨]
- Monte Carlo Analysis — Метод Монте-Карло, метод імітаційного моделювання[⇨]
- Manage Stakeholders — Керування учасниками проєкту[⇨]
- Matrix Organization — Матрична організація[⇨]

### N
- Near-Critical Activity — Підкритична операція[⇨]
- Network — Мережа[⇨]
- Network Path — Шлях у мережі[⇨]
- Network Logic — Логіка мережі[⇨]
- Networking — Налагодження зв'язків[⇨]

### O
- Objective — Ціль[⇨]
- Operations — Операційна діяльність[⇨]
- Opportunity — Сприятлива можливість[⇨]
- Organizational Breakdown Structure, OBS — Організаційна ієрархічна структура[⇨]
- Organization Chart — Організаційна діаграма[⇨]
- Organizational Process Assets — Активи організаційного процесу[⇨]
- Original Duration, OD — Первісна тривалість[⇨]
- Output — Вихід процесу[⇨]

### P
- Path Convergence — Злиття шляхів[⇨]
- Path Divergence — Розбіжність шляхів[⇨]
- Parametric Estimating — Параметричне оцінювання[⇨]
- Pareto Chart — Діаграма Парето[⇨]
- Percent Complete, PC or РСТ — Відсоток виконання[⇨]
- Perform Quality Assurance, QA — Процес забезпечення якості[⇨]
- Perform Quality Control, QC — Процес контролю якості[⇨]
- Performance Measurement Baseline — Базовий план виконання[⇨]
- Performance Reporting — Звітність з виконання[⇨]
- Performance Reports — Звіти про виконання[⇨]
- Performing Organization — Виконуюча організація[⇨].
- Planning Processes — Процеси планування[⇨]
- Planned Finish Date, PF — Плановий термін (дата) завершення[⇨]
- Planned Start Date, PS — Плановий термін (дата) початку[⇨]
- Planned Value, PV — Плановий об'єм[⇨]
- Planning Package — Планований пакет робіт[⇨]
- Portfolio — Портфель[⇨]
- Portfolio Management — Керування портфелем[⇨]
- Position Description — Описання позиції[⇨]
- Precedence Diagramming Method, PDM– Метод «операції-вершини» (метод передування) [⇨]
- Precedence Relationship — Відношення передування[⇨]
- Preventive Action — Попереджуюча дія[⇨]
- Price-Incentive-Fee (FPIF) Contract — Контракт із фіксованою вартістю й винагородою за результати[⇨]
- Probability and Impact Matrix — Матриця ймовірності й наслідків[⇨]
- Process — Процес[⇨]
- Procurement Documents — Документація з постачань[⇨]
- Procurement Management Plan — План керування постачанням[⇨]
- Product — Продукт[⇨]
- Product Life Cycle — Цикл життя продукту[⇨]
- Product Scope — Зміст продукту[⇨]
- Product Scope Description — Описання змісту продукту[⇨]
- Program — Програма[⇨]
- Program Management — Керування програмою[⇨]
- Program Management Office, PMO — Офіс керування програмою[⇨]
- Progressive Elaboration — Послідовне розроблення[⇨]
- Project — Проєкт[⇨]
- Project Calendar — Календар проєкту[⇨]
- Project Charter — Статут проєкту[⇨]
- Project Initiation — Ініціація проєкту[⇨]
- Project Life Cycle — Цикл життя проєкту[⇨]
- Project Management Body of Knowledge, PMBOK® — Зібрання знань («тіло знань») з керування проєктами[⇨]
- Project Management Information System, PMIS — Інформаційна система керування проєктами[⇨]
- Project Management Knowledge Area — Область знань з керування проєктами[⇨]
- Project Management Office, PMO — Офіс керування проєктом[⇨]
- Project Management Plan — План керування проєктом[⇨]
- Project Management Process Group — Група процесів керування проєктом[⇨]
- Project Management Professional, PMP® — Фахівець з керування проєктами[⇨]
- Project Management Software — Програмне забезпечення для керування проєктами[⇨]
- Project Management System — Система керування проєктом[⇨]
- Project Management Team — Команда керування проєктом[⇨]
- Project Manager, PM — Менеджер проєкту[⇨]
- Projectized Organization — проєктна організація[⇨]
- Project Organization Chart — Організаційна діаграма проєкту[⇨]
- Project Phase — Фаза проєкту[⇨]
- Project Schedule — Розклад проєкту[⇨]
- Project Schedule Network Diagram — Мережева діаграма розкладу проєкту[⇨]
- Project Scope — Зміст проєкту[⇨]
- Project Scope Management Plan — План керування змістом проєкту[⇨]
- Project Scope Statement — Описання змісту проєкту[⇨]
- Project Sponsor — Спонсор проєкту[⇨]
- Project Summary Work Breakdown Structure, PSWBS — Узагальнена ієрархічна структура робіт проєкту[⇨]
- Project Team — Команда проєкту[⇨]
- Project Team Directory — Довідник команди проєкту[⇨]
- Project Team Members — Учасники команди проєкту[⇨]
- Project Work — Роботи проєкту[⇨]

### Q
- Quality Management Plan — План керування якістю[⇨]
- Quality Planning — Планування якості[⇨]
- Qualitative Risk Analysis — Якісний аналіз ризиків[⇨]
- Quantitative Risk Analysis — Кількісний аналіз ризиків[⇨]

### R
- Reserve Analysis — Аналіз резервів[⇨]
- Resource Histogram — Гістограма ресурсів[⇨]
- Resource Leveling — Вирівнювання ресурсів[⇨]
- Resource Planning — Планування ресурсів[⇨]
- Risk — Ризик[⇨]
- Risk Acceptance — Сприйняття ризику[⇨]
- Risk Avoidance — Ухилення від ризику[⇨]
- Risk Breakdown Structure, RBS — Ієрархічна структура ризиків[⇨]
- Risk Category — Категорія ризику[⇨]
- Risk Database — База даних ризиків[⇨]
- Risk Identification — Ідентифікація ризиків[⇨]
- Risk Management Plan — План керування ризиками[⇨]
- Risk Management Planning — Планування керування ризиками[⇨]
- Risk Monitoring and Control — Моніторинг і керування ризиками[⇨]
- Risk Register — Реєстр ризиків[⇨]
- Risk Response Planning — Планування реагування на ризики[⇨]
- Risk Transference — Передавання ризику[⇨]
- Regulation — Нормативний акт[⇨]
- Request for Information — Запит (подання) на отримання інформації[⇨]
- Request for Quotation, RFQ — Запит (подання) на розцінки[⇨]
- Request for Proposal, RFP — Запит (подання) на пропозиції[⇨]
- Request Seller Responses — Запит (подання) на отримання інформації в продавців[⇨]
- Reliability — Надійність[⇨]
- Remaining Duration, RD — Залишкова тривалість[⇨]
- Reserve — Резерв[⇨]
- Residual Risk — Залишковий ризик[⇨]
- Resource — Ресурс[⇨]
- Resource Breakdown Structure, RBS — Ієрархічна структура ресурсів[⇨]
- Resource Calendar — Календар ресурсів[⇨]
- Resource-Constrained Schedule — Розклад з обмеженням на ресурси[⇨]
- Resource-Limited Schedule — Розклад з обмеженими ресурсами[⇨]
- Responsibility Assignment Matrix, RAM — Матриця відповідальності[⇨]
- Result — Результат[⇨]
- Retainage — Утримання[⇨]
- Rework — Доопрацювання[⇨]
- Role — Роль[⇨]
- Rolling Wave Planning — Планування методом набігаючої хвилі[⇨]
- Root Cause Analysis — Аналіз першопричини[⇨]
- Requirement — Вимога[⇨]

### S
- Schedule — Розклад[⇨]
- Schedule Activity — Планова операція[⇨]
- Schedule Control — Керування розкладом[⇨]
- Schedule Compression — Стискання розкладу[⇨]
- Schedule Development — Розроблення розкладу[⇨]
- Schedule Network Analysis –Аналіз мережі розкладу[⇨]
- Schedule Management Plan — План керування розкладом[⇨]
- Schedule Milestone — Контрольна подія розкладу[⇨]
- Schedule Model — Модель розкладу[⇨]
- Schedule Performance Index, SPI — Індекс виконання термінів (ІВТ) [⇨]
- Schedule Variance, SV — Відхилення за термінами[⇨]
- Scheduled Finish Date, SF — Розрахункова дата завершення[⇨]
- Scheduled Start Date, SS — Розрахункова дата початку[⇨]
- Scope — Зміст[⇨]
- Scope Change — Зміна змісту[⇨]
- Scope Definition — Визначення змісту[⇨]
- Scope Planning — Планування змісту[⇨]
- Scope Verification — Верифікація змісту[⇨]
- Scope Creep — Зсув змісту[⇨]
- Secondary Risk — Вторинний ризик[⇨]
- Seller — Продавець[⇨]
- Sensitivity Analysis — Аналіз чутливості[⇨]
- Should-Cost Estimate — Оцінка майбутньої вартості[⇨]
- Skill — Навички[⇨]
- Special Cause — Особлива причина[⇨]
- Specification — Специфікація[⇨]
- Specification Limits — Установлені межі[⇨]
- Sponsor — Спонсор[⇨]
- Staffing Management Plan — План керування забезпеченням проєкту персоналом[⇨]
- Standard — Стандарт[⇨]
- Stakeholder, Project Stakeholder — Учасник проєкту[⇨]
- Start Date — Дата початку[⇨]
- Statement of Work, SOW — Зміст роботи[⇨]
- Start-to-Finish, SF — Початок-Завершення[⇨]
- Start-to-Start, SS — Початок-Початок[⇨]
- Strengths, Weaknesses, Opportunities, and Threats Analysis or SWOT Analysis — Аналіз сильних і слабких сторін, можливостей і загроз[⇨]
- Subproject — Підпроєкт[⇨]
- Subnetwork — Підмережа[⇨]
- Subphase — Підфаза[⇨]
- System — Система[⇨]
- Summary Activity — Агрегована операція[⇨]

### T
- Target Finish Date, TF — Директивна дата виконання[⇨]
- Target Schedule — Директивний розклад[⇨]
- Task — Завдання[⇨]
- Technical Performance Measurement — Технічне вимірювання виконання[⇨]
- Technique — Техніка[⇨]
- Template — Шаблон[⇨]
- Threat — Загроза[⇨]
- Threshold — Поріг (граничне значення) [⇨]
- Three-Point Estimate — Оцінювання за трьома точками[⇨]
- Time and Material (T&M) Contract — Контракт «Час і матеріали» [⇨]
- Time-Now Date — Поточна дата[⇨]
- Time-Scaled Schedule Network Diagram — Мережева діаграма, прив'язана до шкали часу[⇨]
- Tool — Інструмент[⇨]
- Total Float, TF — Повний резерв часу[⇨]
- Total Quality Management, TQM — Тотальне керування якістю[⇨]
- Trend Analysis — Аналіз тенденцій[⇨]
- Triggers — Тригери[⇨]

### V
- Validation — Перевірка[⇨]
- Value Engineering, VE — Метод оптимізації вигід[⇨]
- Variance — Відхилення[⇨]
- Variance Analysis — Аналіз відхилень[⇨]
- Verification — Верифікація[⇨]
- Virtual Team — Віртуальна команда[⇨]
- Voice of the Customer — Думка замовника[⇨]

### W
- War Room — Оперативний центр[⇨]
- Work — Робота[⇨]
- Work Authorization — Авторизація робіт[⇨]
- Work Authorization System — Система авторизації робіт[⇨]
- Work Breakdown Structure, WBS — Ієрархічна структура робіт (ІСР)[⇨]
- Work Breakdown Structure Dictionary — Словник ієрархічної структури робіт[⇨]
- Work Breakdown Structure Component — Елемент ієрархічної структури робіт[⇨]
- Work Package — Пакет робіт[⇨]
- Work Performance Information — Інформація про виконання робіт[⇨]
- Workaround — Обхід[⇨]

| # A B C D E F G H I J K L M N O P Q R S T U V W X Y Z |